# Vingåkersdräkten

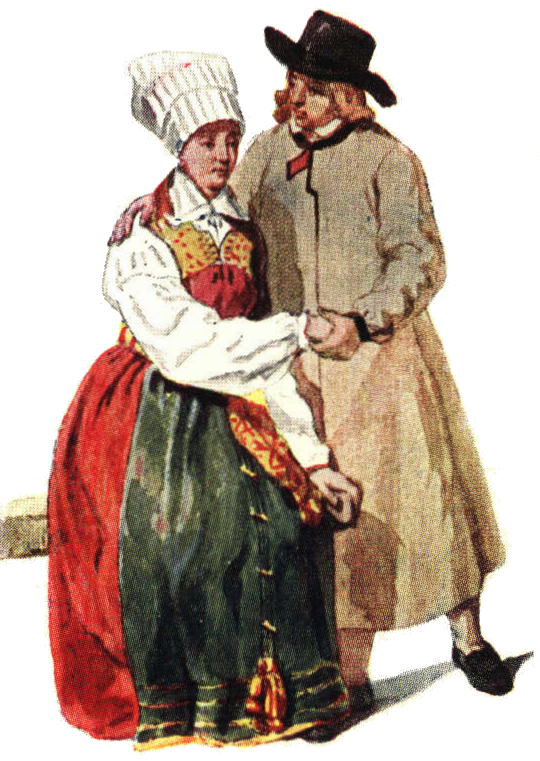
Vingåkersdräkter. Kvinnan är gift, det ser man på färgen på förklädet samt huvudbonaden.

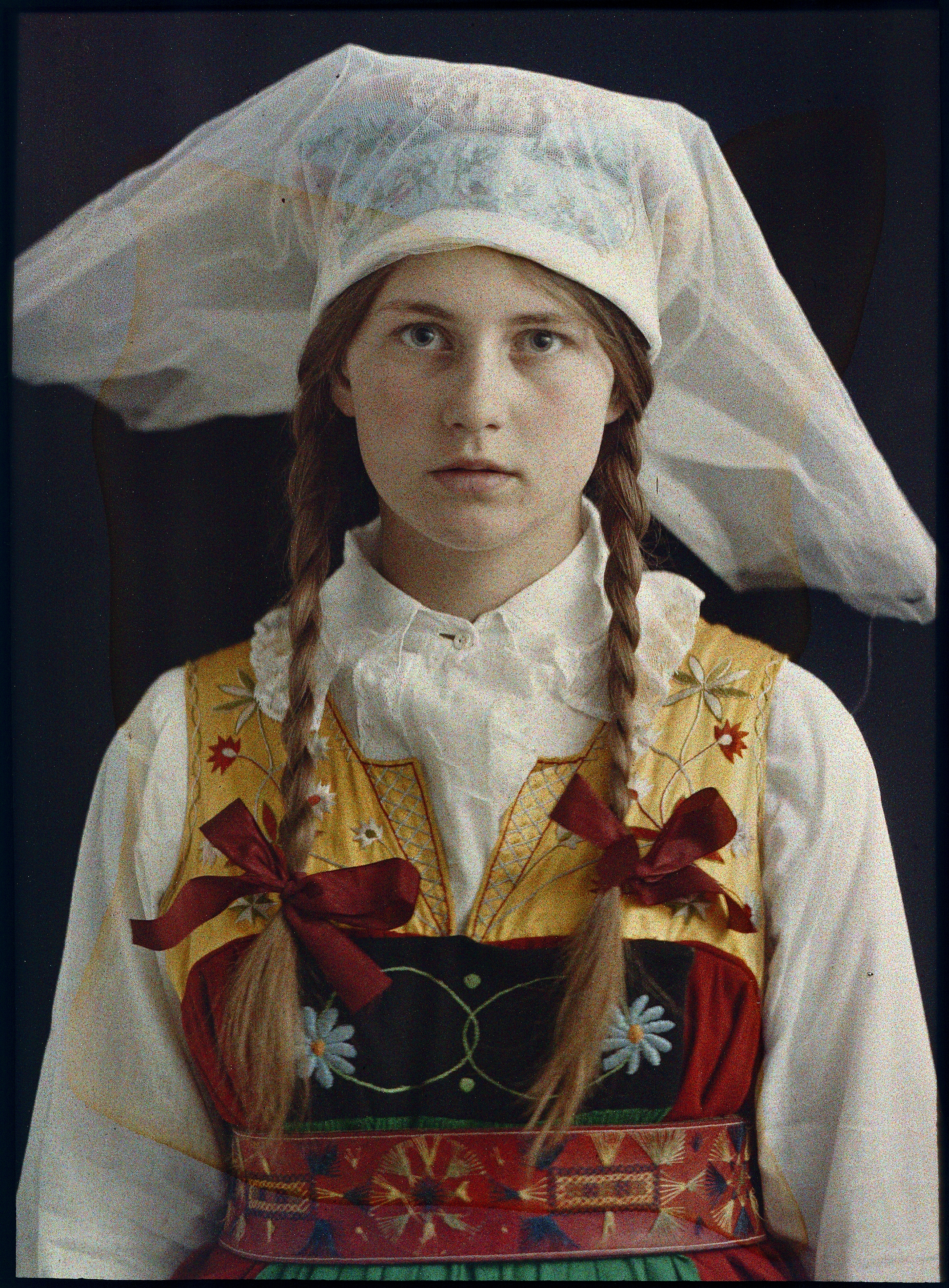
En kvinna i Österåkersdräkt, fotograferad på 1920-talet. Huvudbonaden och färgen på förklädet visar att hon är gift. I äldre tid hade dock inte en gift kvinna haft löst hängande flätor utanför huvudbonaden.

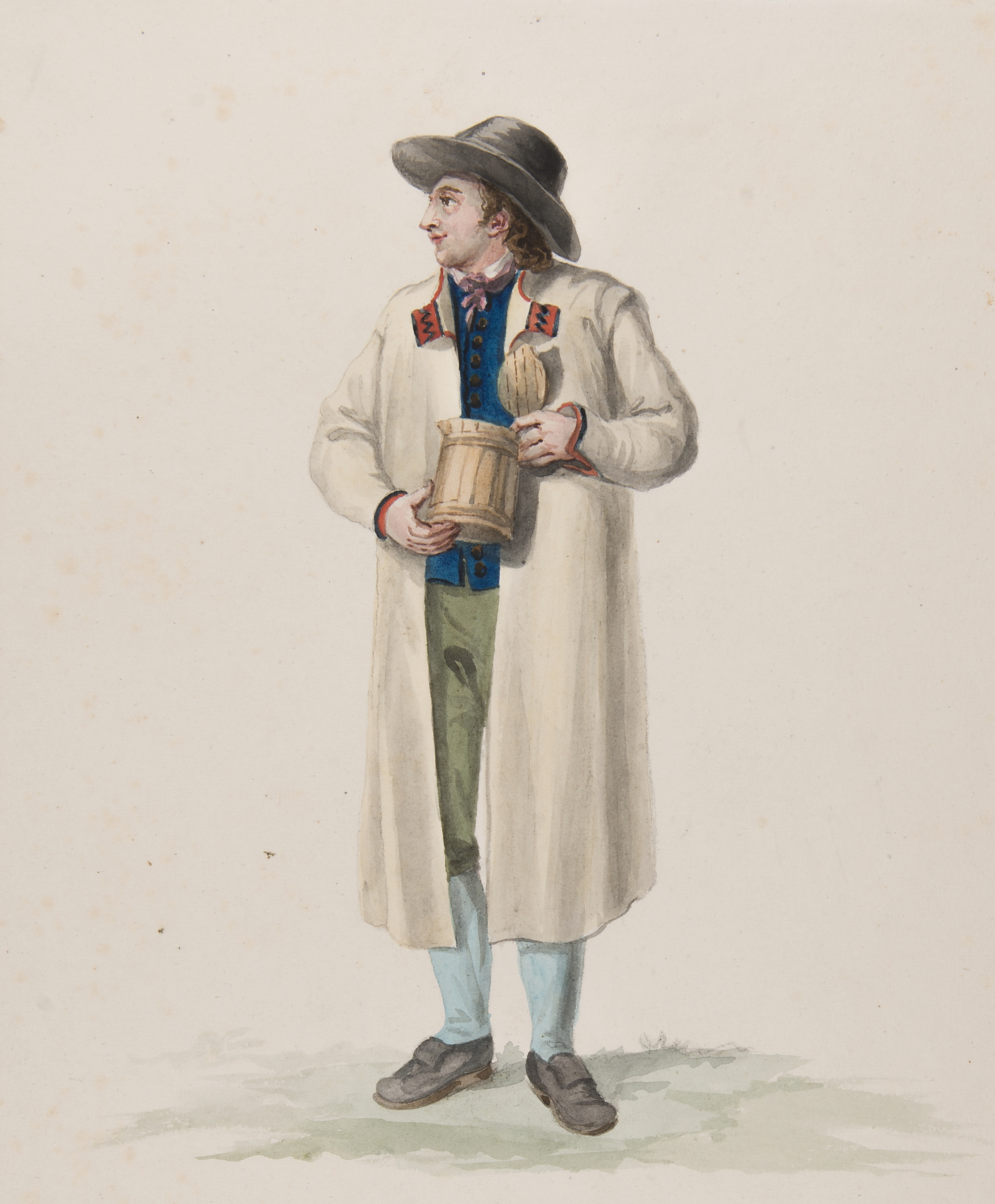
Man i Vingåkersdräkt. Akvarell i storformat av Carl Wilhelm Swedman - Nordiska museet - NMA.0070151 (1). Mannen är ursprungligen hämtad från en tavla av Pehr Hilleström. Den kopierades därifrån och användes av Louis Belanger i hans verk om svenska folkdräkter. Flera har senare kopierat bilden, men av texten att döma, Habitant de la Paroisse de Wingåker, har Swedman troligen hittat bilden hos Belanger.

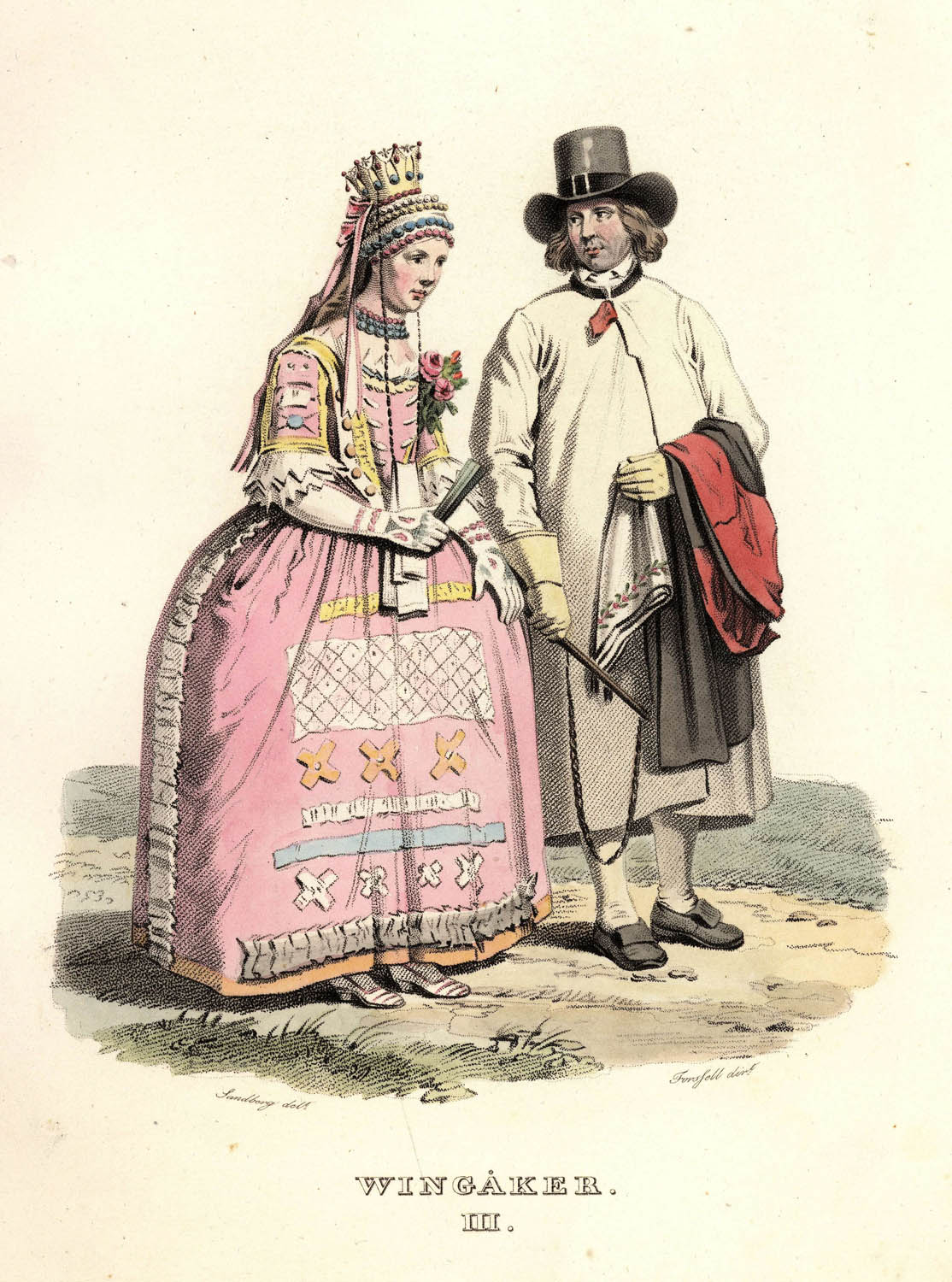
Man och kvinna i bröllopskläder från Vingåker, Södermanland - Nordiska Museet - NMA.0035615. Detta är en gravyr av Johan Gustaf Sandbergs "Ett år i Sverige", i detta fall en i färglitografi från utgåvan 1864.

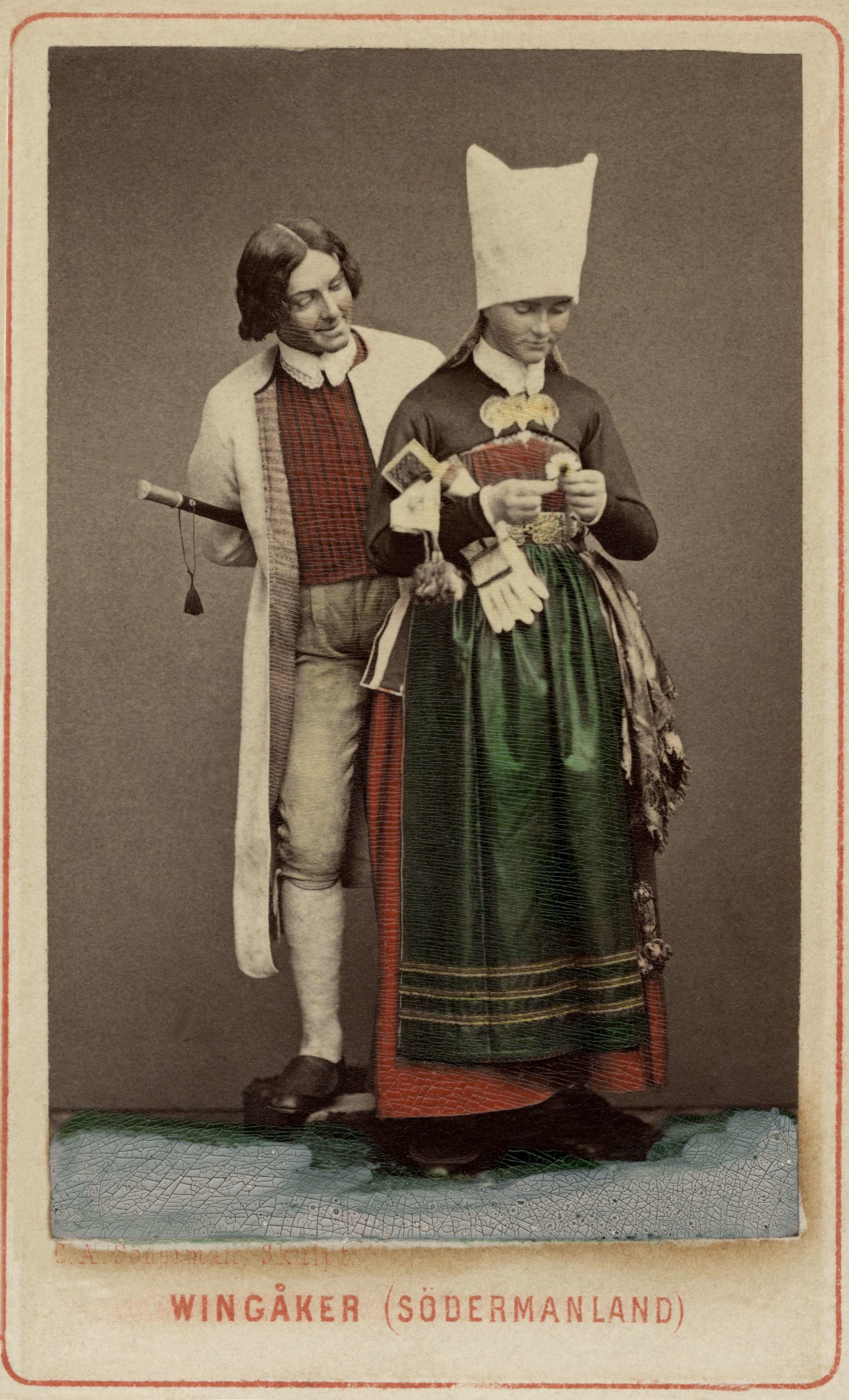
Man och kvinna i dräkter från Vingåker, Södermanland

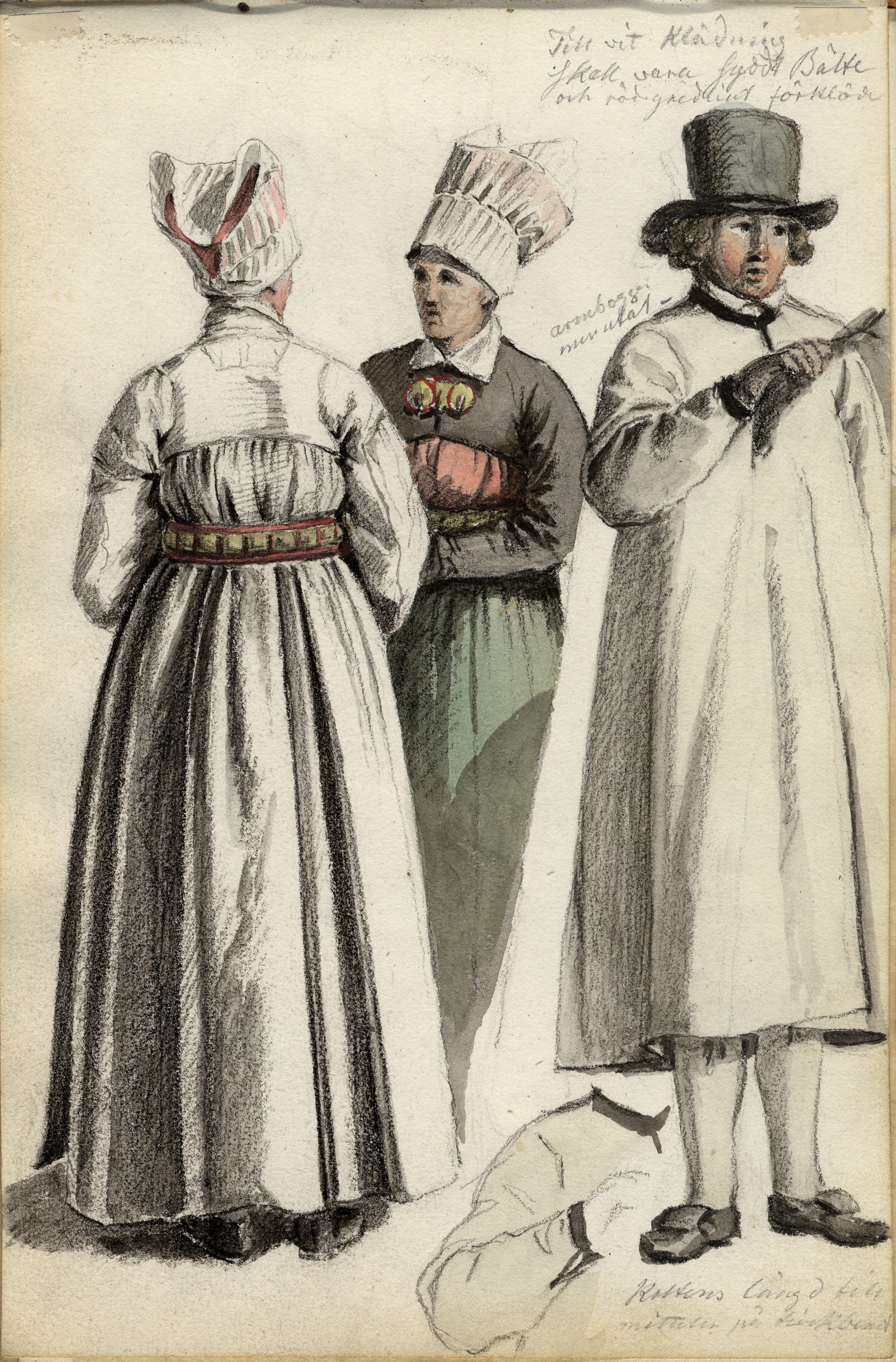
En skiss i akvarell av Johan Gsutaf Sandberg. Två kvinnor och en man. Vingåker. En av kvinnorna med ryggen mot betraktaren - Nordiska museet - NMA.0061421

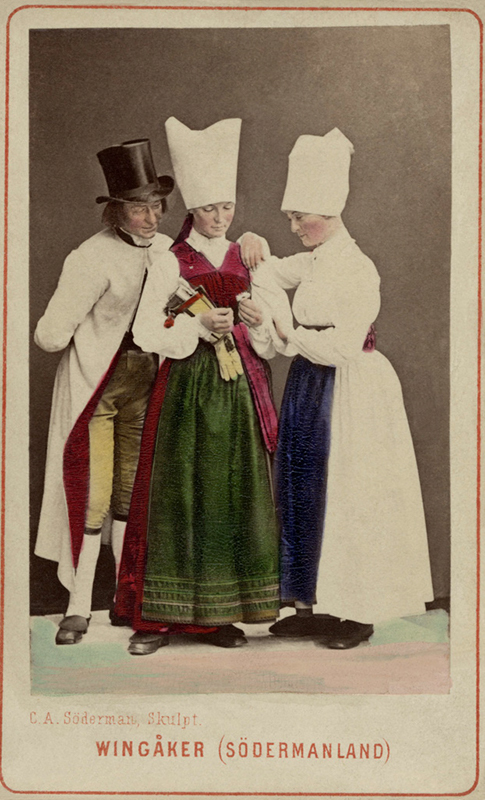
Troligen världsutställningen i Wien 1873. Man och kvinnor i dräkter från Vingåker, Södermanland - Nordiska Museet - NMA.0039908

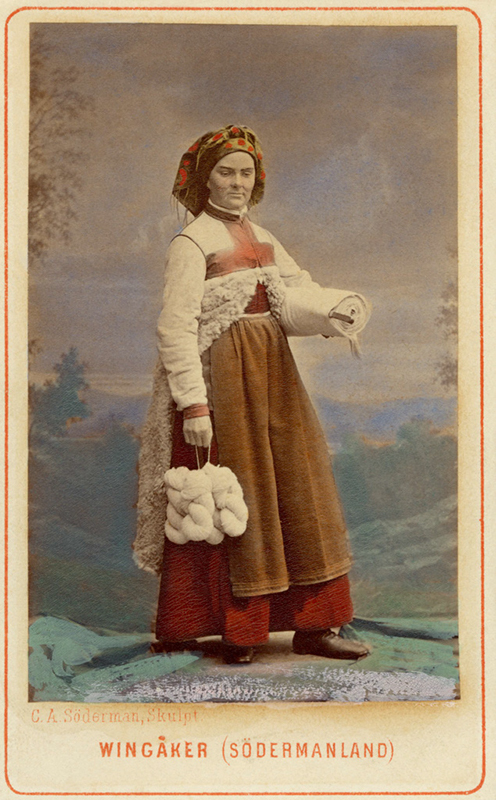
Kvinna i sockendräkt från Vingåker, Södermanland. Världsutställningen i Wien 1873 - Nordiska Museet - NMA.0039900

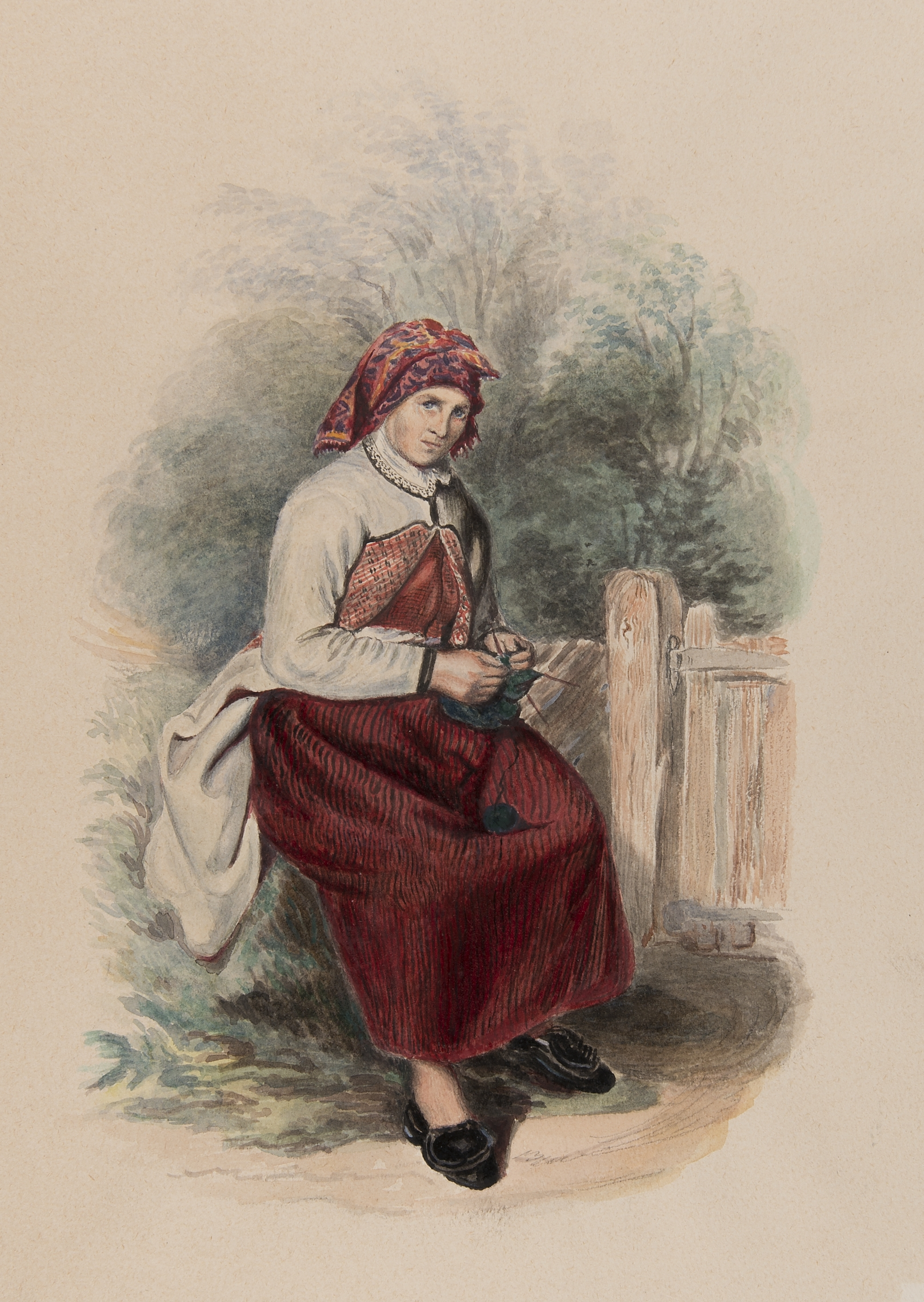
Dräkt. Westra Wingåker, Hustrun Annika (vid Damsdal) Hvardags och resdrägt - Nordiska museet - NMA.0070153 (1)

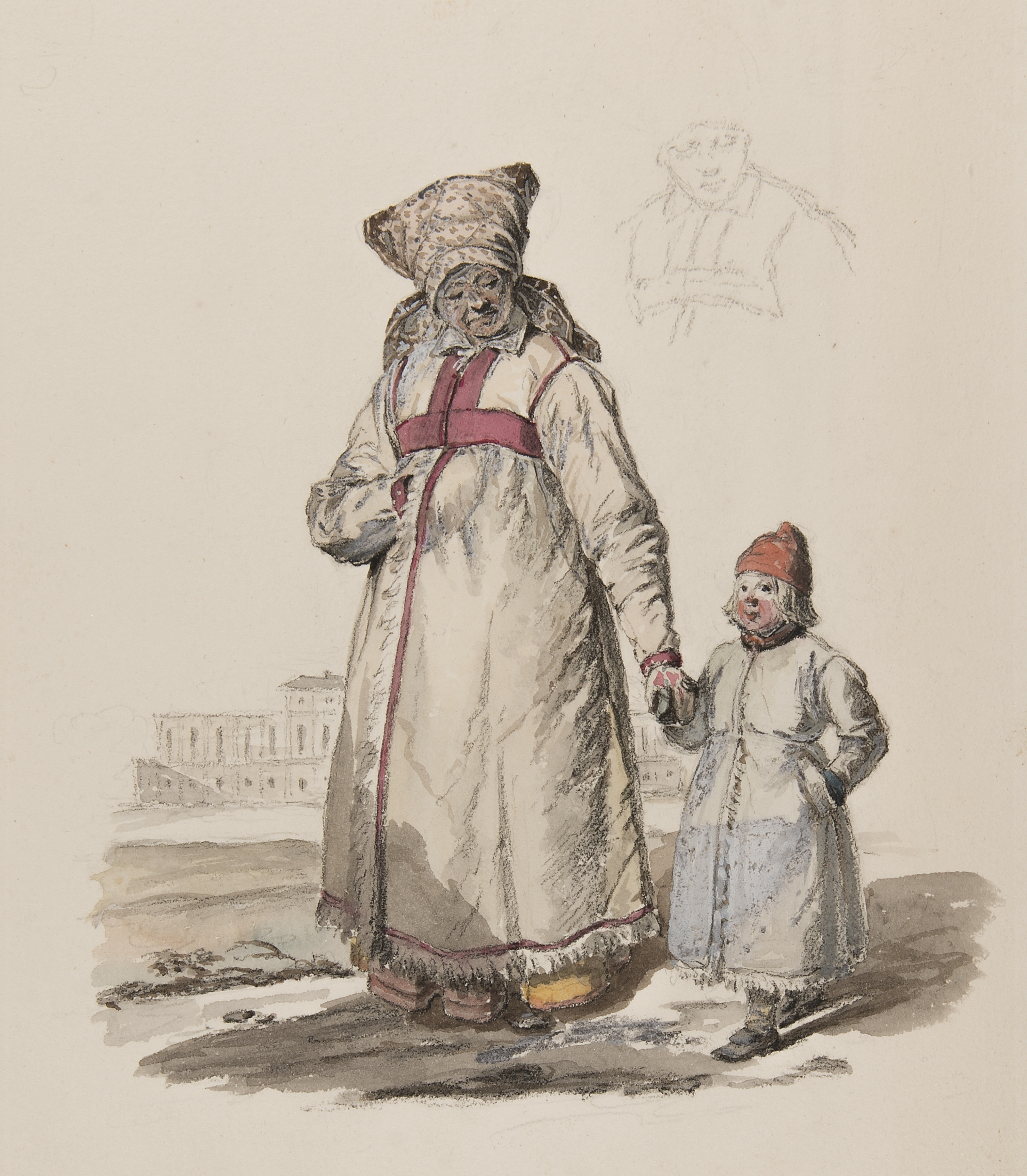
Dräkt. Kvinna med barn i helfigur. Wingåkersboar uti vinterdräkt - Nordiska museet - NMA.0070157 (1)

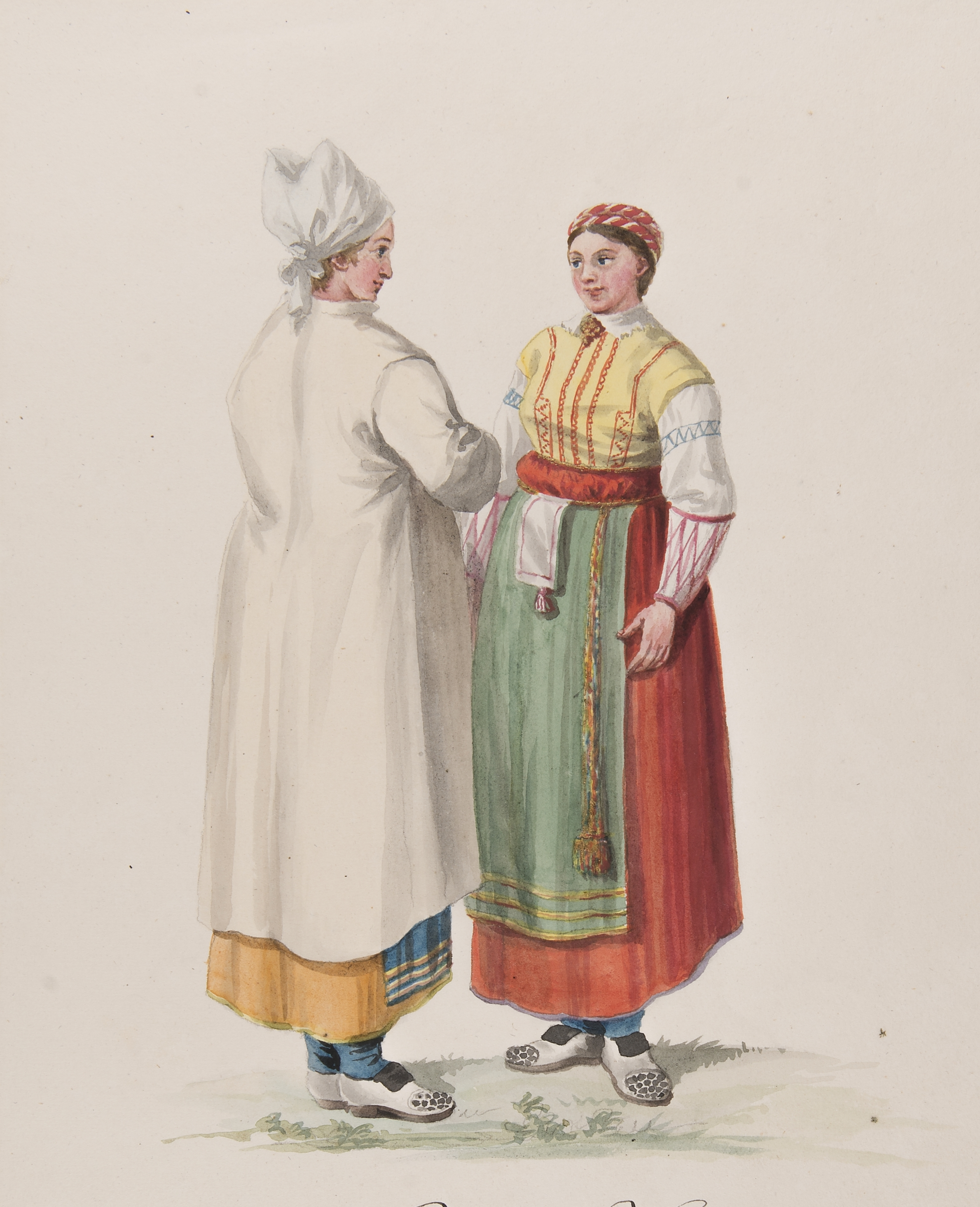
Dräkt. Femmes de la Paroisse de Wingåker Två kvinnor i dräkt. Akvarell i storformat av Carl Wilhelm Swedman - Nordiska museet - NMA.0070150 (1). Nästan exakt samma bild finns även tecknad av Charlotte Cederström och Louis Belanger, det är dock osäkert vem som gjort den första varianten, eller om den är baserad på någon annans ursprungsbild.En "ritbok" med problem - Mörner, Belanger, Svedman och Hilleström som folkdräktsskildrare, artikel av Britta Hammar i Kulturen 1978.

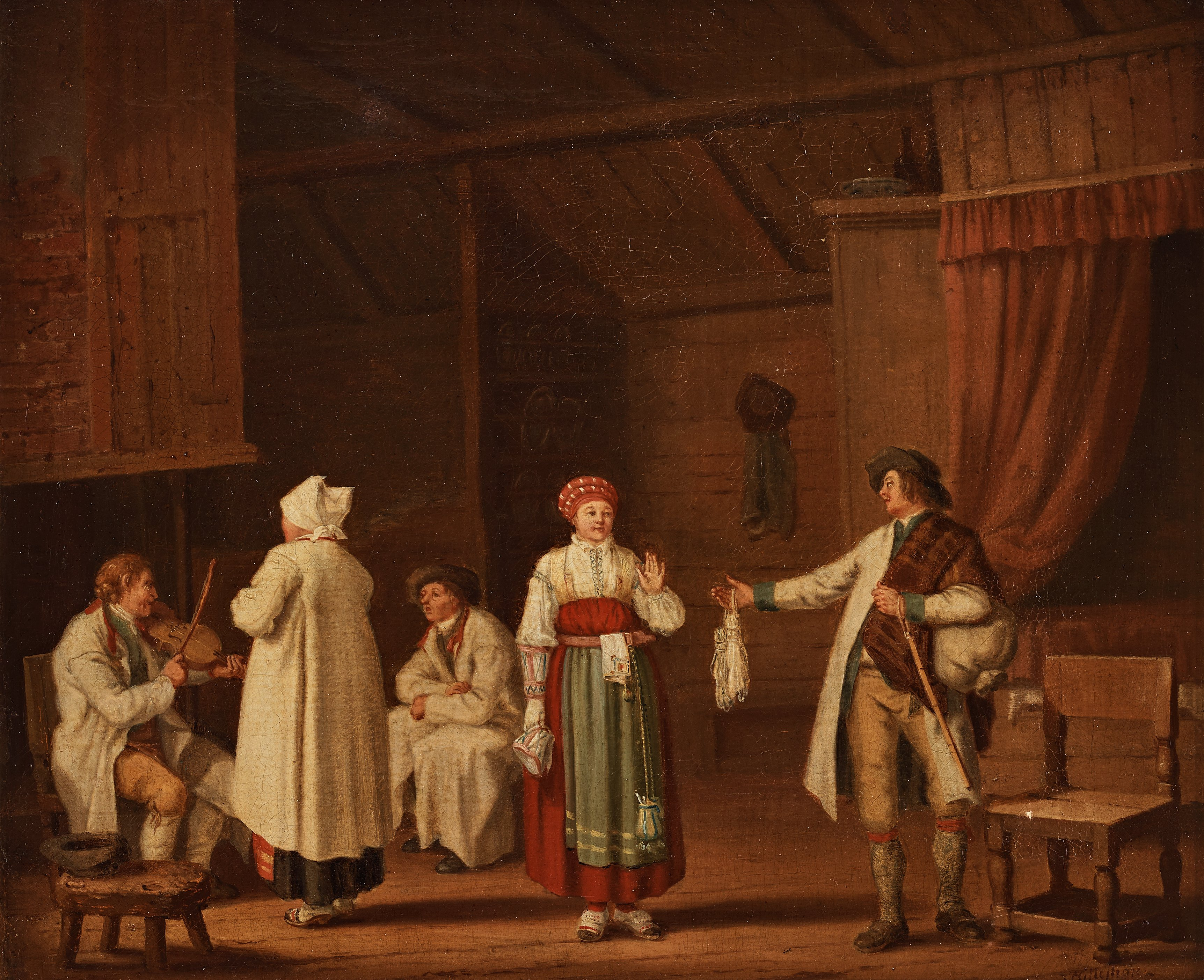
Målning av Pehr Hilleström från sent 1700-tal som visar boende i Vingåkerstrakten.

Vingåkerdräkten är en folkdräkt från Vingåkers socken i Södermanland.

## Historia
Ett särskilt dräktskick i Vingårker omtalas första gången i Sumlen där Johannes Bureus nämner "I Uppunda häredh i Södhermanland är ett särdeles dräkt i Vingåker". Hur denna dräkt såg ut är dock okänt. Uppgifterna torde vara nedskrivna i slutet av 1500- eller början av 1600-talet. Nästa uppgifter förekommer i Antikvitetsrannsakningarna som startades av Johan Hadoph 1666. Huvuddelen av uppgifterna från Vingåker torde ha författats av Marcus Simming den äldre, och här förekommer mer detaljerade uppgifter om dräktskicket. Simming var mycket intresserad av det ålderdomliga dräktskicket, och var tillskyndare av det beslut som togs vid sockenstämman att förbjuda förändringar i dräksticket.
| ”                              | ...slöts at then gamle wackre klädedräkten, eller manéer och sätt på kläder, uthi ingen motto förändras, hvarken af mans- eller qvinnspersoner | „ |
| – Vingåkers kyrkoherde Simming | |   |

Marcus Simming avled 1690, men även efterföljande kyrkoherdar månade om att bevara dräktskicket och tog initiativet till ytterligare förordningar kring dräktskicket. De beslut om ytterligare åtgärder som togs i samband med att Kunglig Majestäts överflödsförordningar cirkulerade 1793 och 1817 innehåller ytterligare information om hur dräktskicket såg ut vid den tiden. 
Avbildningar av dräkten finns dock först från 1700-talet. Inom de högre stånden intresserade man sig mycket för de äldre lokala dräkterna, och vid sidan av Daladräkterna blev Vingåkersdräkten den mest kända. I Gustaf Fredrik Gyllenborg och Gudmund Jöran Adlerbeths skådespel Birger Jarl och Mechthild efter plan av Gustav III infogades kupletter sjungna av vingåkersflickor. Carl Michael Bellman lät i sin dikt Fiskafänget på Follan beskriva "Hon såg ut besatt i en slokig hatt / I en Vingåkerskolt med sidenskor och hufva stolt". I Carl Gustaf Tessins dagboksanteckningar skidlras ett besök i Vingåker 1751, där han åtföljdes av Gustaf Lundberg, med uppdrag att teckna av fem Vingåkersflickor. Dessa fem teckningar omtalas i en auktion på Åkerö slott 1771 men är nu försvunna. På uppdrag av Gustav III utförde Pehr Hilleström tre målningar med Vingåkersmotiv. 1797 kom en beställning från Tyskland på bilder på svenska allmogedräkter, och chefen för Nationalmuseum lät då sända över tio gravyrer av Johan Fredrik Martin efter Hilleströms målningar.
En vingåkersbonde är även en av de framträdande gestalterna bland bondeståndet i Carl Gustaf Pilos Gustav III:s kröning i Storkyrkan. Johan Gustaf Sandberg började 1818 att studera folkdräkter. Genom sin bekantskap med Gustaf Trolle-Bonde besökte han flera gånger Säfstaholm, här målades 1825 Midsommardans på Säfstaholm och Bröllop och begravning i Vingåker och utförde även flera andra målningar och teckningar med motiv härifrån. Sandbergs folkdräktsteckningar användes som förlagor i Christian Forssells berömda Ett år i Sverige som utkom 1827–1835. Inte mindre än sex av bilderna i verket hade motiv från Vingåker. En utgåva i litografi utkom 1864. Även Michael Gustaf Anckarsvärd utförde flera teckningar med motiv från Vingåker, vars värde ökas av att de ofta har kortfattade förklaringar av motivet.
Flera av düsseldorfmålarna besökte Säfstaholm, och många kom att utföra målningar med motiv med Vingåkersdräkter. Däribland Kilian Zoll, Bengt Nordenberg och särskilt Josef Wilhelm Wallander, som vistades på Säfstaholm flera somrar i rad.
Vingåkersborna var och är mycket stolta över sin dräkt. Eftersom dräkten endast bars av bönderna understödde den ett starkt klassmedvetande. Det gick ju inte att ta miste på att personen tillhörde bondeklassen och var från Vingåker. Grannsocknen Österåker har en dräkt som liknar vingåkersdräkten till förvillelse men detaljerna, broderierna och färgerna är annorlunda.
Vid sekelskiftet 1900 började en del människor använda vingåkersdräkten igen. Men denna gång skedde det på ett helt annat sätt och i nationalromantikens anda. Dräkten förändrades en del och bars inte längre enligt de gamla sederna. En av Södermanlands främsta antikvarier skrev:
| ” | Som sammanfattning kan man säga, att denna Sveriges ålderdomligaste och kanske ståtligaste dräkt är ett minnesmärke över generationer av idoga, härdiga bondemän och bondekvinnor, som med sin möda byggde grunden för sörmländsk kultur. | „ |
| – Ivar Schnell, Vägvisare genom Södermanland. En studiehandbok i hembygdskunskap. Sörmlands museum. Nyköping 1981, s. 63 | |   |

## Kvinnodräkten

### Grannlåtsdräkten, högtidsdräkten
Högtidsdräkten bars till de stora kyrkliga helgerna jul, påsk och pingst samt vid bröllop och nattvardsgång. Den användes vid vigseln i kyrkan men inför brudvalsen tog bruden vardagsdräkten på sig. 
- Livkjolen av rött eller grönt kläde som är ett ylletyg. Färgen avgörs av om det är stor eller liten högtid. liv av röd sidenatlas med tambursömsbroderier eller gult sidendamast med plattsömsbroderi. Båda delarna sys samman och en tunn fin valk av rött ylle skiljer dem åt. Det röda klädet är rynkat runt om, så dräkten får sin speciella karaktär. Äldre forskare som bland annat Sigfrid Svensson ville i livkjolen se ett arv från vikingatidens hängselkjolar. Av allt att döma stämmer det dock inte. I likhet med andra livkjolar i Skåne och Dalarna har Vingåkersdräktens livkjol av allt att döma sitt ursprung i den italienska senrenässansens i slutet av 1400-talet, som under slutet av 1400-talet och början av 1500-talet spred sig norrut. På medeltida målningar från Södermanland förekommer endast långärmade kjortlar, och inga andra belägg på att hängelskjolen skulle ha överlevt genom hela medeltiden finns inte heller. I Marcus Simmings beskrivning över bröllopsseder i Vingåker från 1685 omtalas röda, bruna och gröna livkjolar, vilket också stämmer med de färger som finns i form av bevarade exemplar. I bouppteckningarna förekommer även vita kjolar. En del har handlat om linnekjortlar, men även vita yllekjolar omtalas, vilket tyder på att det i Vingåker även förekommit yllekjolar av det slag som endast bevarats från Österåkers socken. Vanligast vid mitten av 1700-talet var gula kjolar. Bouppteckningarna skiljer dock vanligen inte mellan livkjolar och midjekjolar.

Livkjolens liv är på dagens plagg dekorerad med tambur- eller kedjesöm och plattsöm. Båda är broderistilar som blev på modet i slutet av 1700- och börja av 1800-talet. Mönstret är också av karaktär typisk för mitten av 1800-talet, och blommönstren i kedjesöm i form av stiliserade blommor hör till 1820- och 1830-talen. Äldre typ av broderier har dock bevarats, bland annat på de vita kjolarna från Österåker.
- Långsärk av linne eller bomullslärft. Bomull till helgdagsfint och av linne till vardagssysslor. Bomull ansågs finare än linne, eftersom lin odlades i bygden. Långsärken kunde även fungera både som överdel och underkjol och kunde även användes tillsammans med förkläde som sommarvariant, då mera känd som yvaxlakjolen. Livkjolen ska gå ned till anklarna. Livkjolen ser ut som en klänning med breda axelband.

Namnet "Yvaxlasärk" eller "Yvaxlakjol" går tillbaka på en beskrivning av dräktskicket i Österåker, gjord av Josef Wilhelm Wallander i mitten av 1800-talet. Termen kom senare att brukas av andra folkminnesupptecknare. Av Wallanders beskrivning låter det som att särken brukats som sommarkjol. Några belägg för detta finns dock inte i bouppteckningsmaterialet eller bevarade plagg. En vit sommarkjortel i lin har förekommit. Likaledes övdelar och särkar i linne, men dessa har varit korta plagg. Särkarna är vanligen mycket enkelt skurna. Övdelarna förekommer i två varianter, en mycket kort utan ärmspjäll och en längre med. Den förra varianten har endast brukats tillsammans med livkjol. Bomull har före 1900-talet aldrig förekommit i särkar eller överdelar, däremot har kattunsklänningar förekommit.
- Nattkappa Det är en löskrage som läggs ovanpå särkens krage. Flera kragar på varandra gav ett fylligare intryck. Kragen är i bomull och försedd med spets.[3]

Begreppet nattkappa är i äldre tid främst beteckning för en manskrage, endast en gång kallas en kvinnokrage nattkappa. Anders kallas de vanligen halskläde eller halskrage. Nattkappa var ursprungligen beteckningen för de mera modebetonade kragarna, men fick vid mitten av 1800-talet fäste som benämning även på allmogens broderade kragar. De bars ursprungligen mjukt nedfallande, men verkar efter modeplagg ha börjat bäras antingen dubbelvikna upp mot halsen eller upprättstående. De var under 1800-talet alltid i lin.
- Bindtröja av svart kläde med rött kläde som foder. Den är typisk för Vingåkers- och Österåkersdräkterna. Det är ett mycket kort ytterplagg som ska täcka endast sidenet på livkjolen.
- Överdel av vitt bomulls- eller linnelärft med spetsar kring krage, sprund och handledslinning. Vanligtvis är den fodrad med samma material. Vid festligare tillfällen kan en löskrage bäras innanför överdelen, dubbla kragar med andra ord.
- Förkläde av blå eller grön rask, vilket är ett blankt ylletyg oftast vävt i kypert, med tvärgående band och broderier i nederdelen av förklädet. Den ogifta kvinnan får endast bära blått förkläde utom som brudpiga, tärna, vid bröllop då hon bär grönt. Den gifta kvinnan bär alltid grönt förkläde vid alla tillfällen. Den ska sluta en bit ovanför kjolkanten. Ogift kvinna har 2 band på förklädet medan den gifta kvinnan har 3 band. Kvinnan visade att hon bar sorg genom att bära vitt sorgförkläde.
- Strumpor stickade av grönt ullgarn till den röda livkjolen, röda till den gröna livkjolen eller vita av ylle, linne eller bomull.

Marcus Simming angav 1685 bland de gåvor som fästmannen skulle ge sin fästekvinna ett par gröna klädesstrumpor och ett par gula sämskskinnsstrumpor. Några sämskskinnstrumpor från Vingåker finns inte bevarade, däremot ett par gröna klädesstrumpor. Skinnstrumpor finns annars dokumenterade i bouppteckningarna ända fram till 1830-talet. Bouppteckningarna skiljer inte alltid mellan vävda och stickade strumpor, men det förefaller som de stickade strumporna började tränga undan klädesstrumporna under slutet av 1700-talet. Kvinnostrumporna är vanligen gröna eller blå, ibland röda. Under början av 1800-talet börjar under inflytande från modedräkten vita strumpor och bomulls- och lingarn att tränga i "halvdräkten".
- Skor av brunt skinn, lågklackade och urringade eller av vitt skinn med bruna tåhättor och hälkappor samt iträdda skinnremsor i rött och brunt. Spännen av silver.
- Handskar av vitt skinn som bärs av både gift och ogift kvinna.
- Handkläde av vitt linne eller bomull med vita eller kulörta broderier.
- Bälte av röd saffianläder med broderier på. Broderierna är gjorda med silkestråd i gult, blått och grönt. Broderierna återfinns på ryggpartiet av bältet, framsidan är helt utan ornament.
- Huvudbonad För gift kvinna: Först en så kallad huckel, en halmstomme omsvept med ett vitt kläde. På det sätts en röd mössa av rött kläde eller vadmal med broderier i svart och gult med kedjesöm. Kring stommen fästs så till slut ett stärkt, goffrerat kläde, alternativt veckat kläde.

Gofferingen utförs på ett så kallat krusbräde, veckningen utförs med kniv. Det är ett kvadratiskt kläde av tunt linne- eller bomullslärft som viks i tresnibb. Av traditionsuppteckningar framgår det att hucklet bars vid större och festligare tillfällen, vid "stora" söndagar och vid nattvardsgång, annars hade de kullor när de gick i kyrkan. Det var bara de gifta som hade huckel. De ogifta kvinnorna hade trinnknuti på huvudet.
- Huvudbonad för ogift kvinna: halmstomme av samma typ som den gifta kvinnan med en röd valk överklädd med röda band eller röd vadmal. Nedanför dessa viras mönstrade sidenband. När den unga kvinnan snart skulle gifta sig fäste hon så kallade "lysningsband" i nacken på huvudbonaden. Ovanpå detta hade hon en enkel tresnibb då hon gick i kyrkan. För både gift och ogift kvinna gäller att inget hår får synas.
- Kjolväska i gult siden med broderier på.
- Ytterplagg kan en fotsid mantel i svart ylle användas. Den är fodrad med rött tyg på insidan. Spännen av silver.

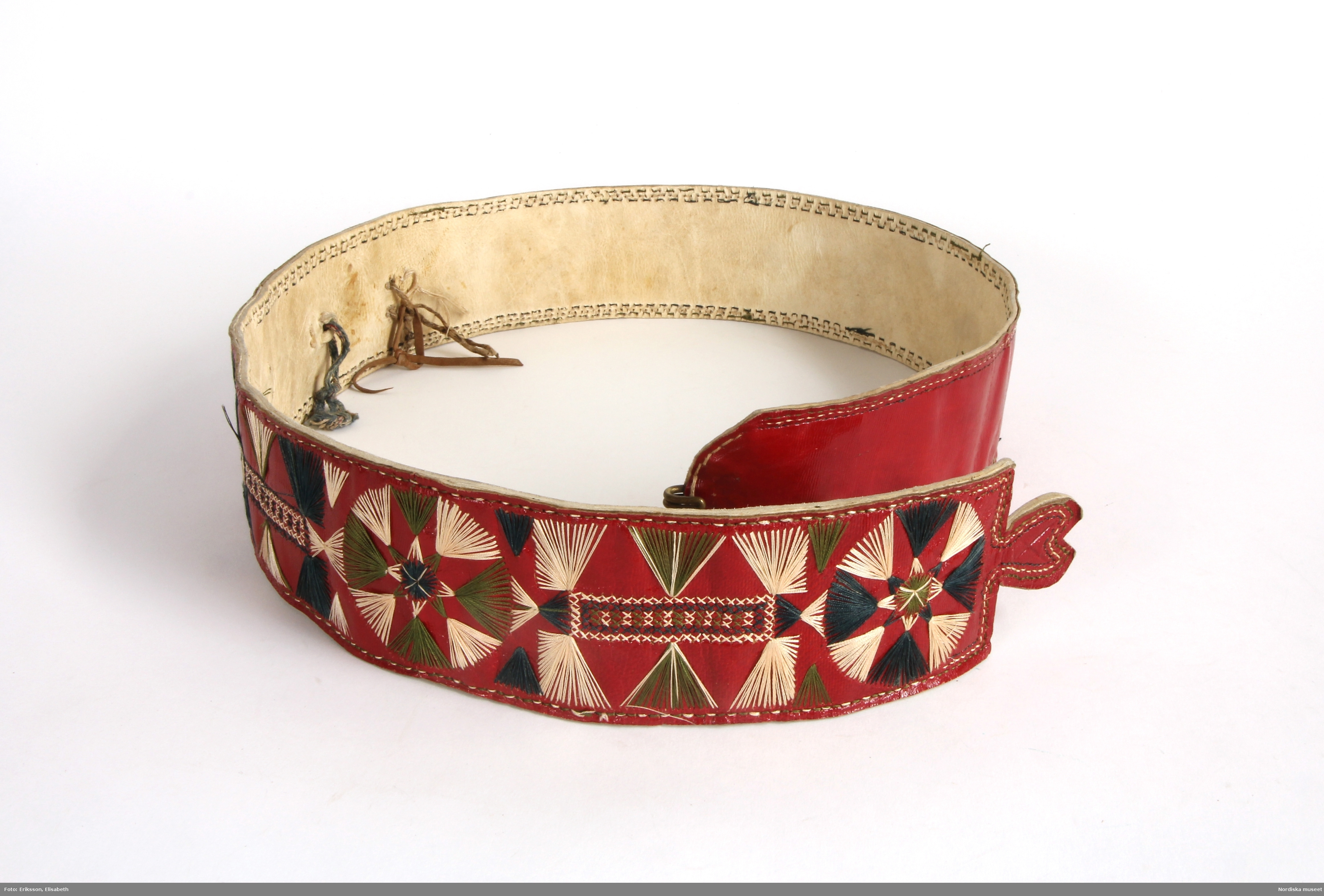
Bälte av rött saffianskinn, broderat med silke i plattsöm och korssöm i vitt grönt och mörkblått
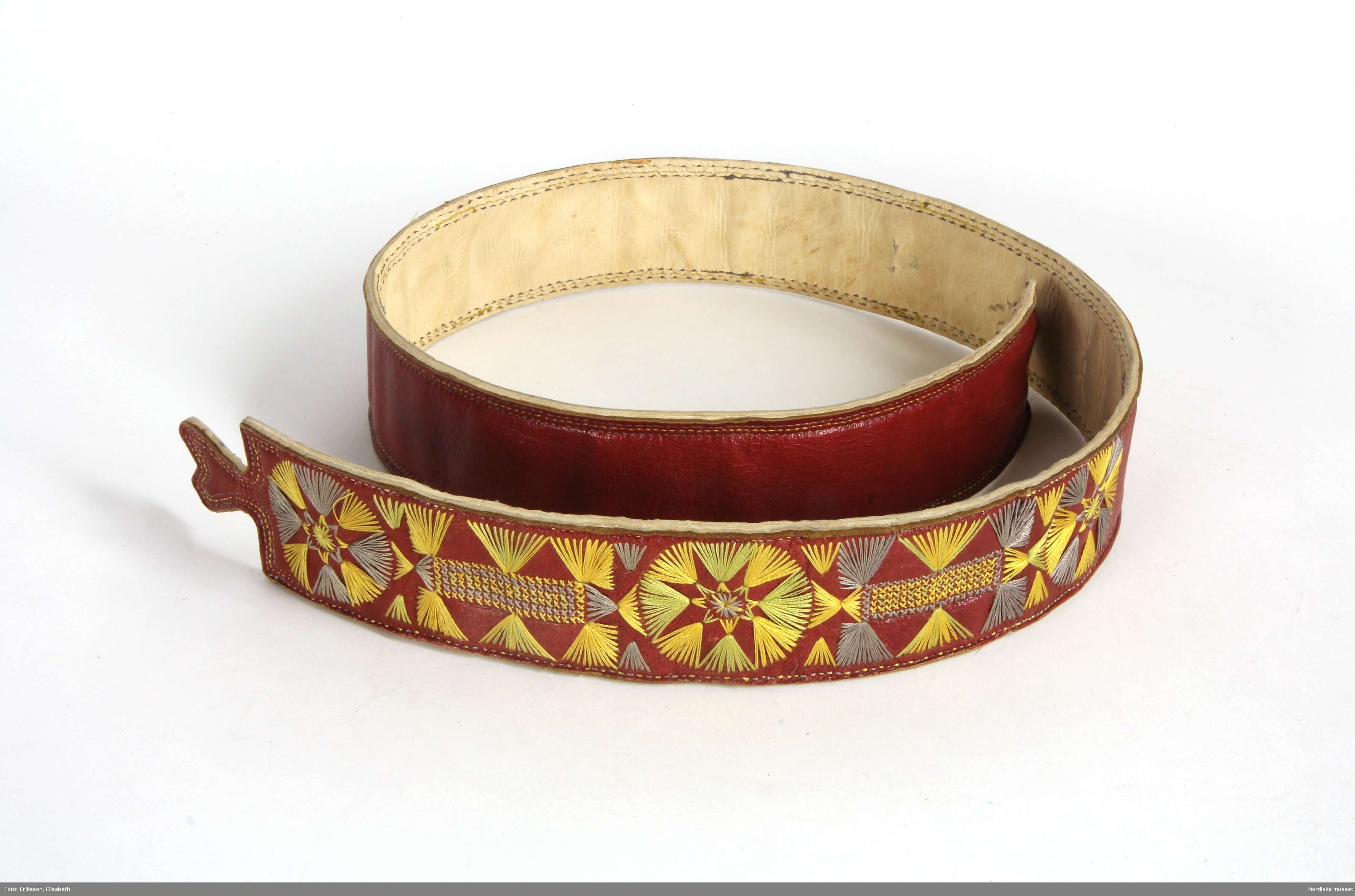
Rött saffiansbälte från Vingåker insamlat 1873
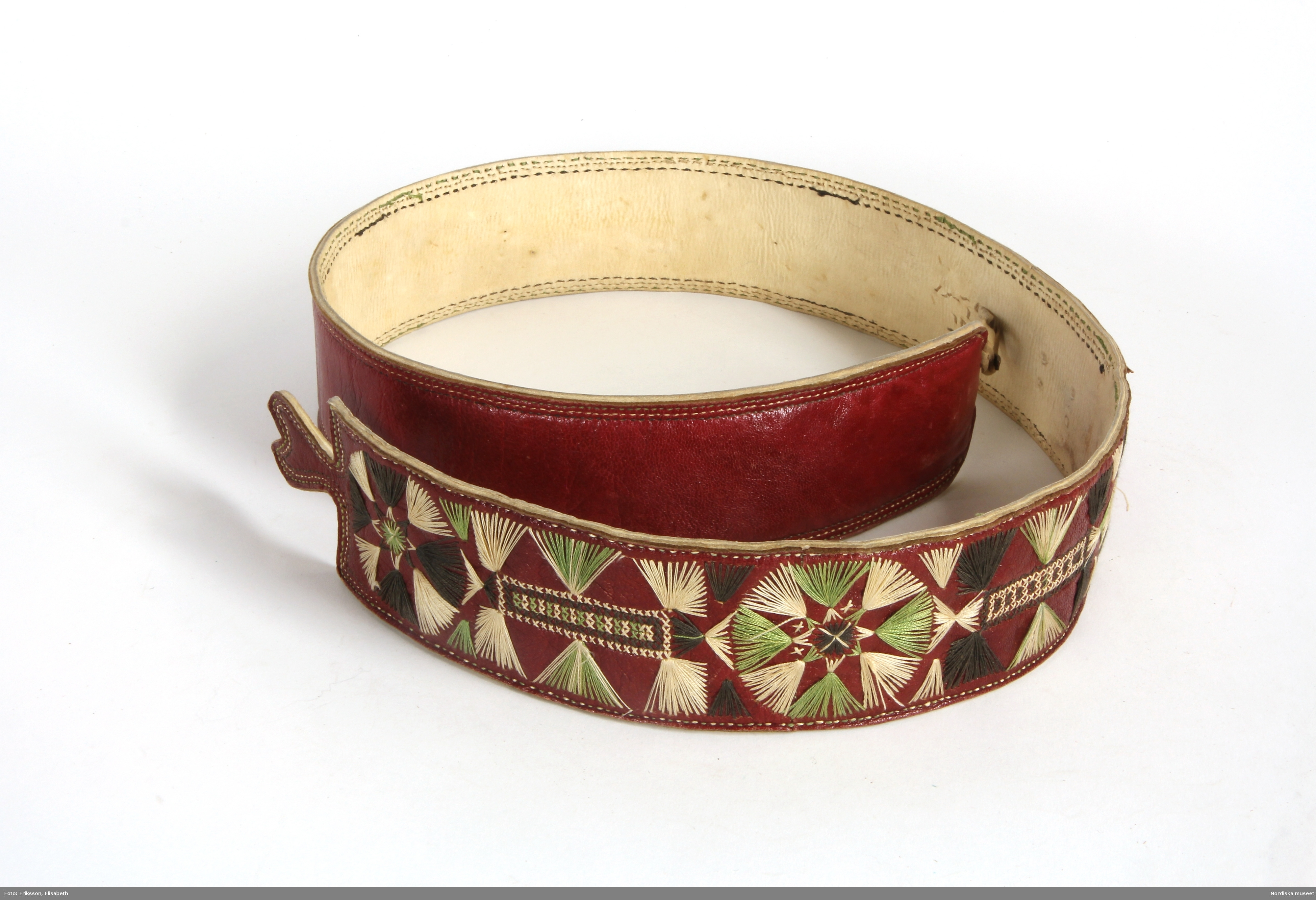

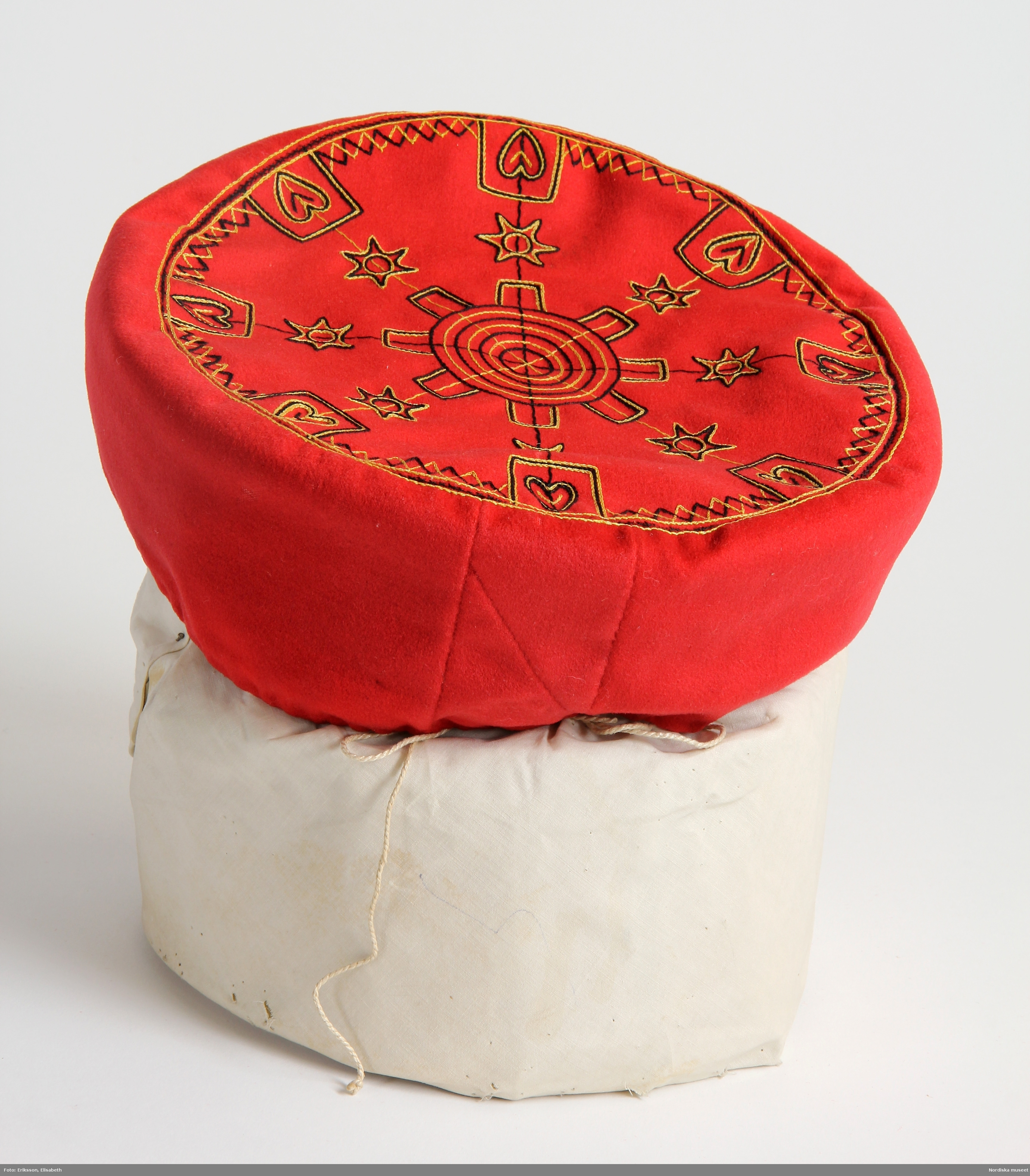
Mössa av rött kläde.
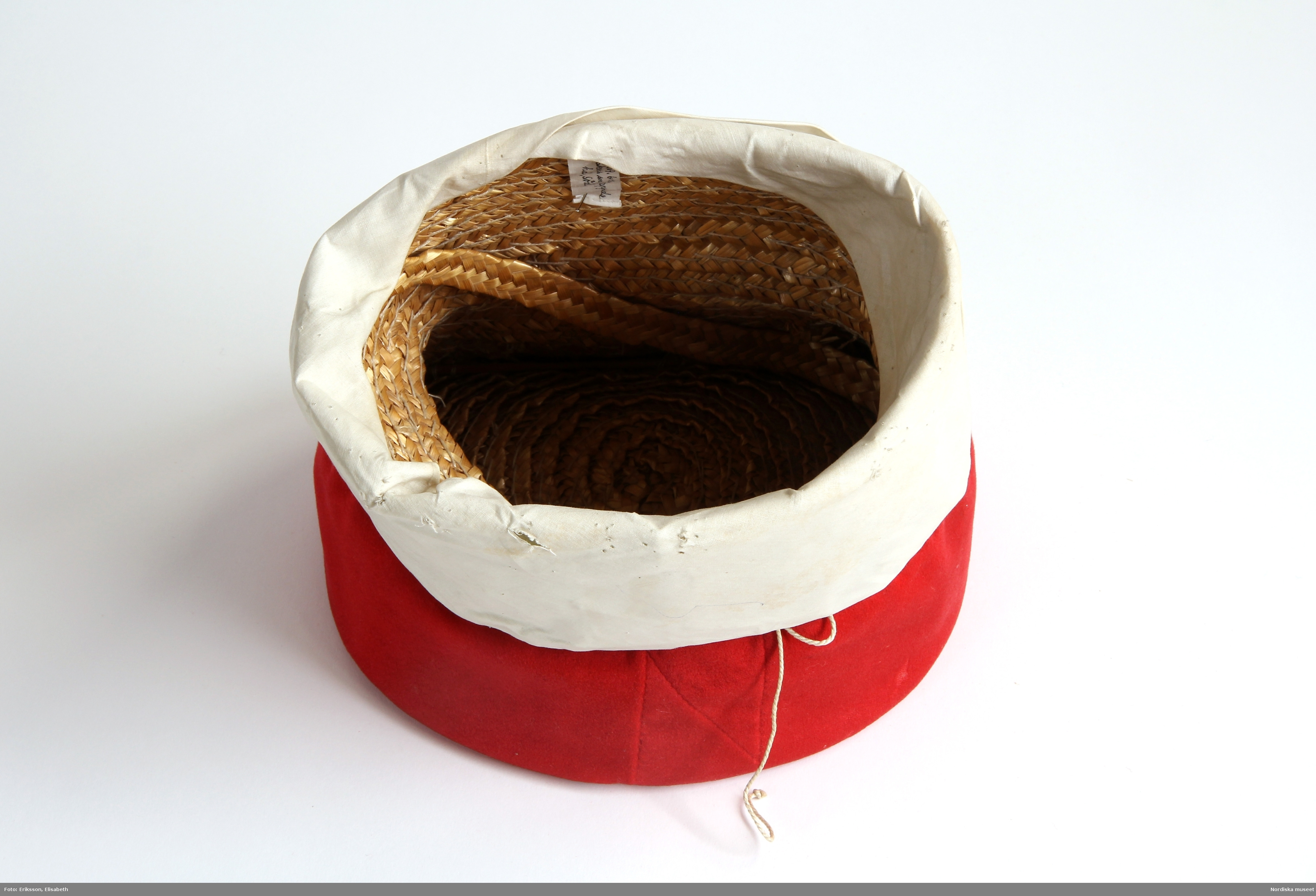
Mössa av rött kläde.
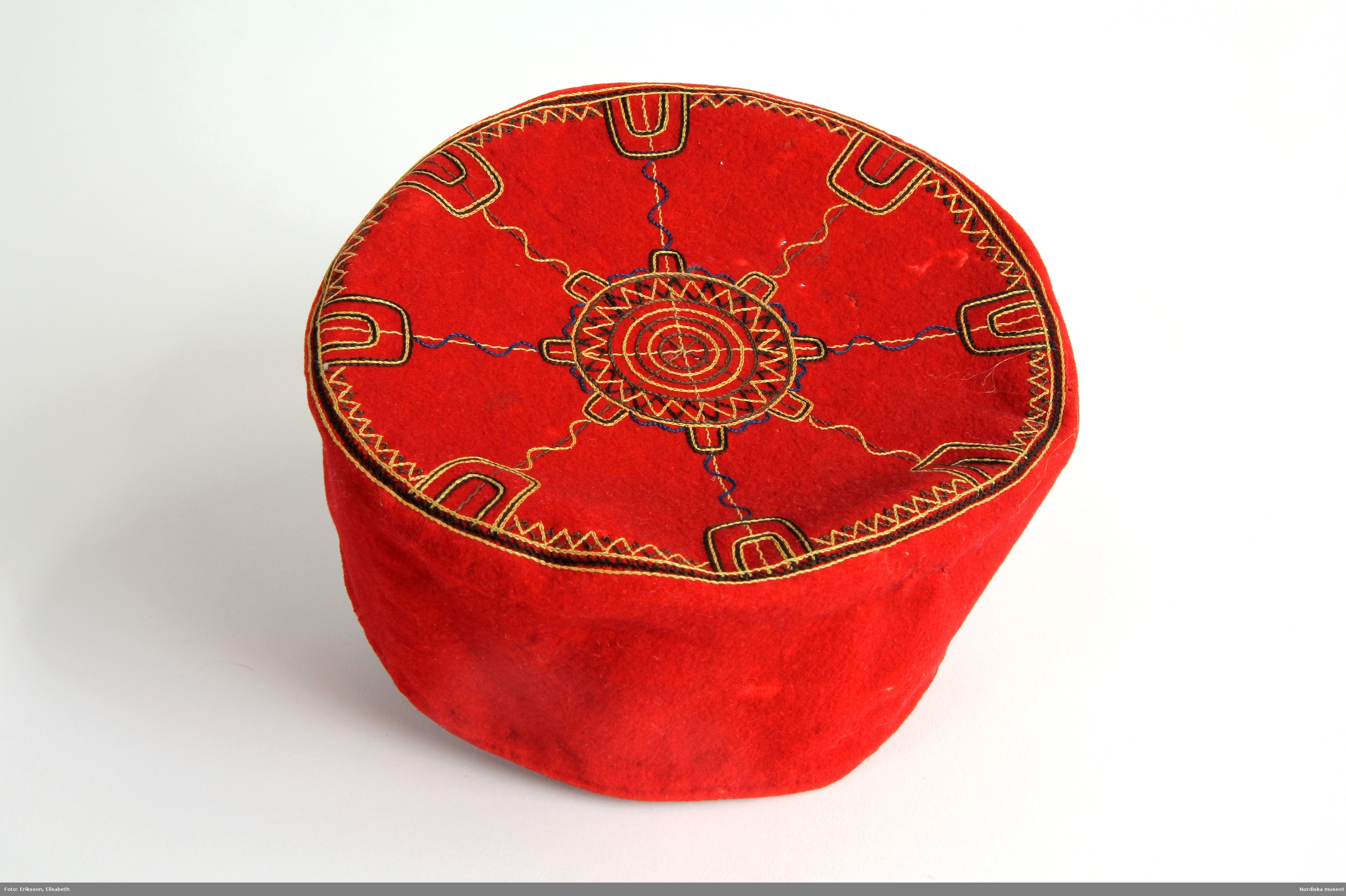
Huvudbonad.

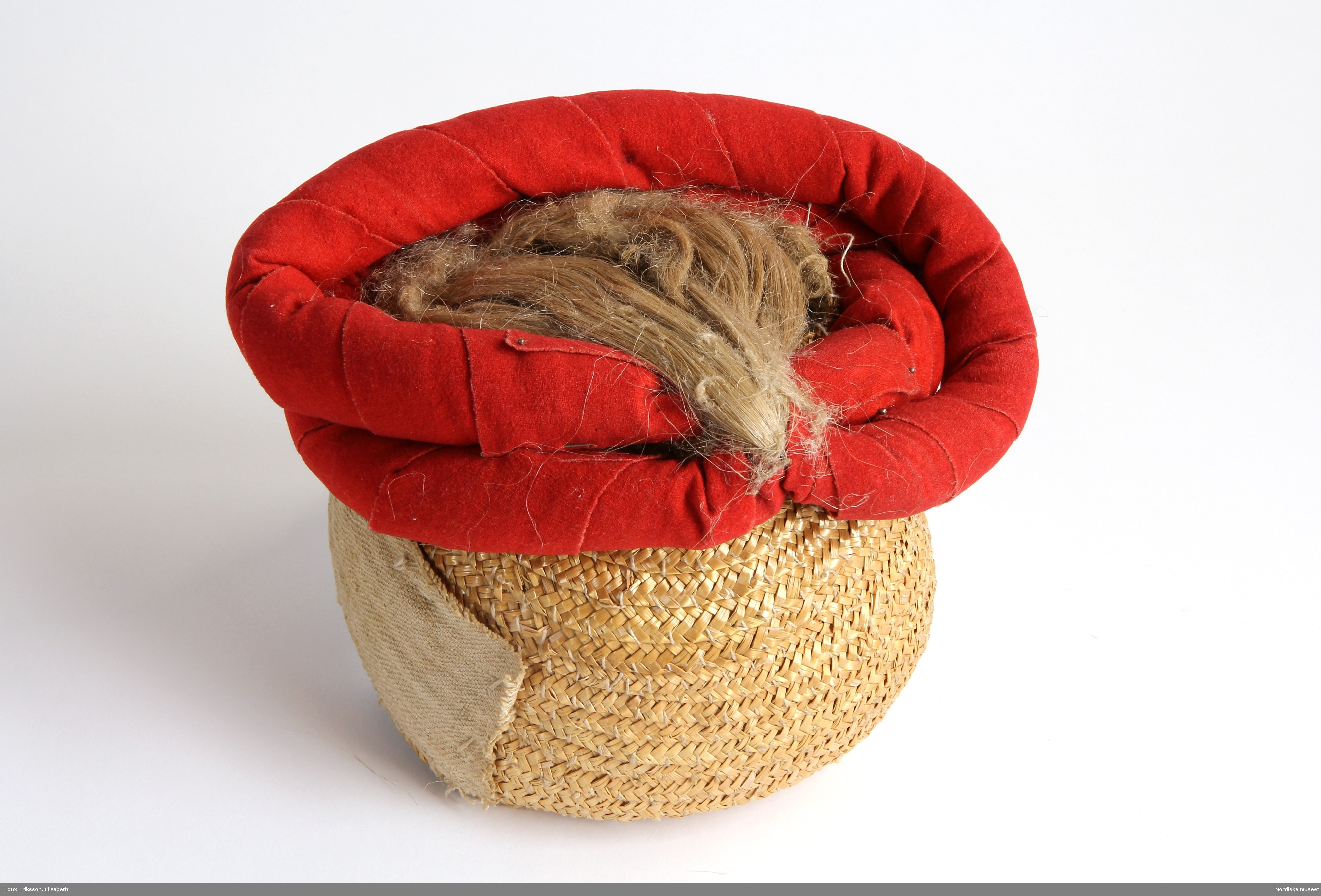
Flickhufvudbonad  med 1-4 sidenband över håret. Valk av rött kläde.
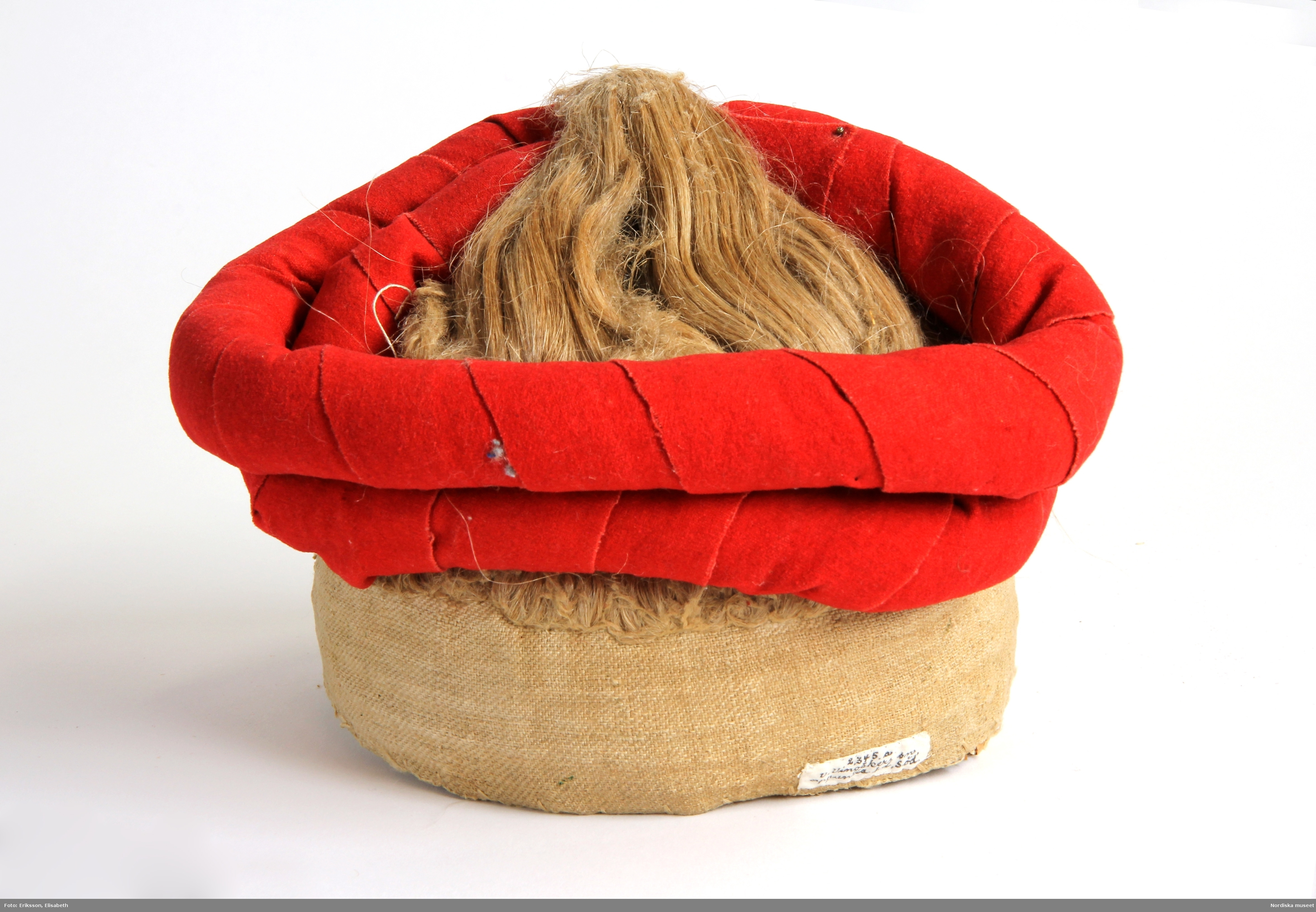
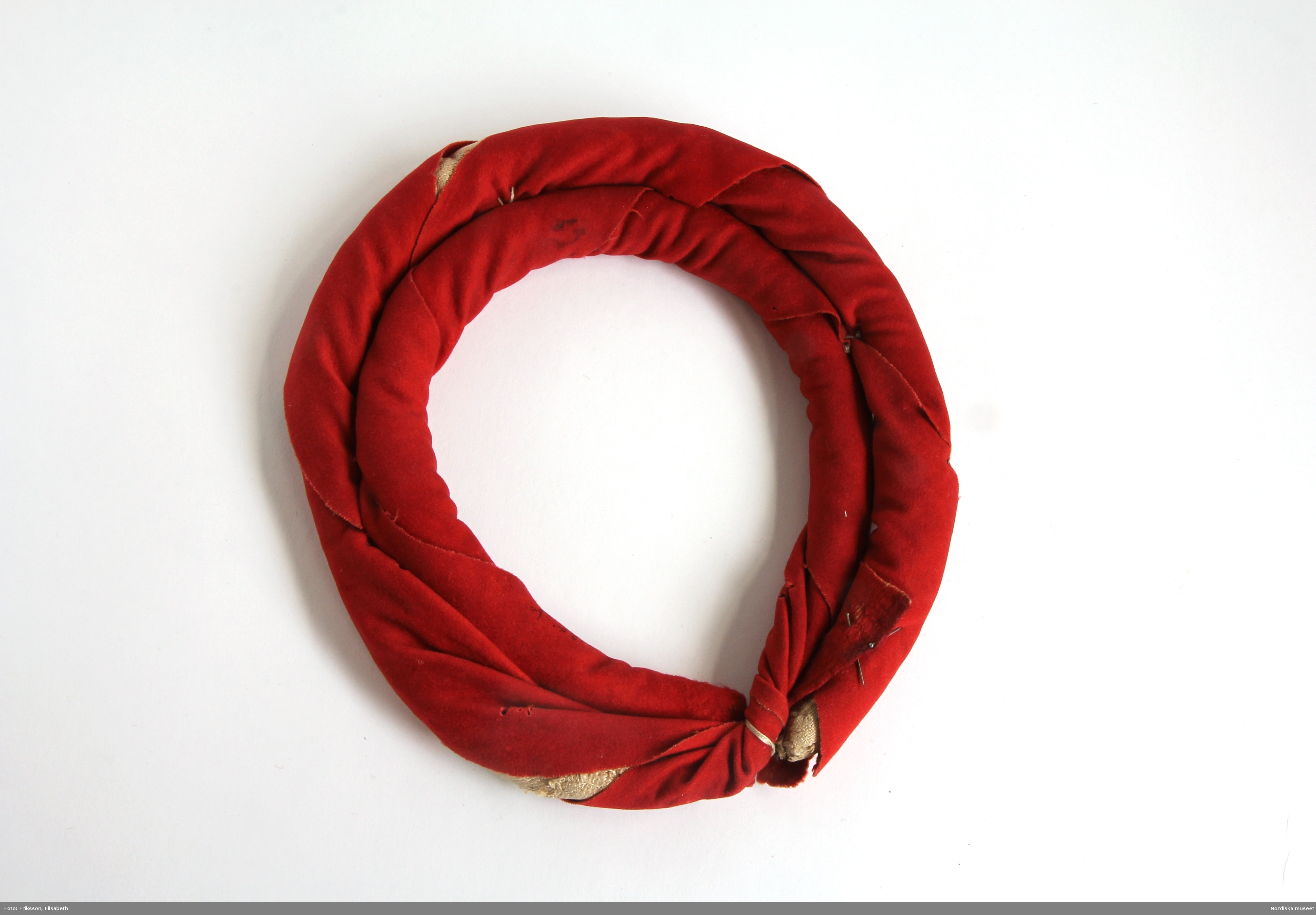
Huvudbonad.
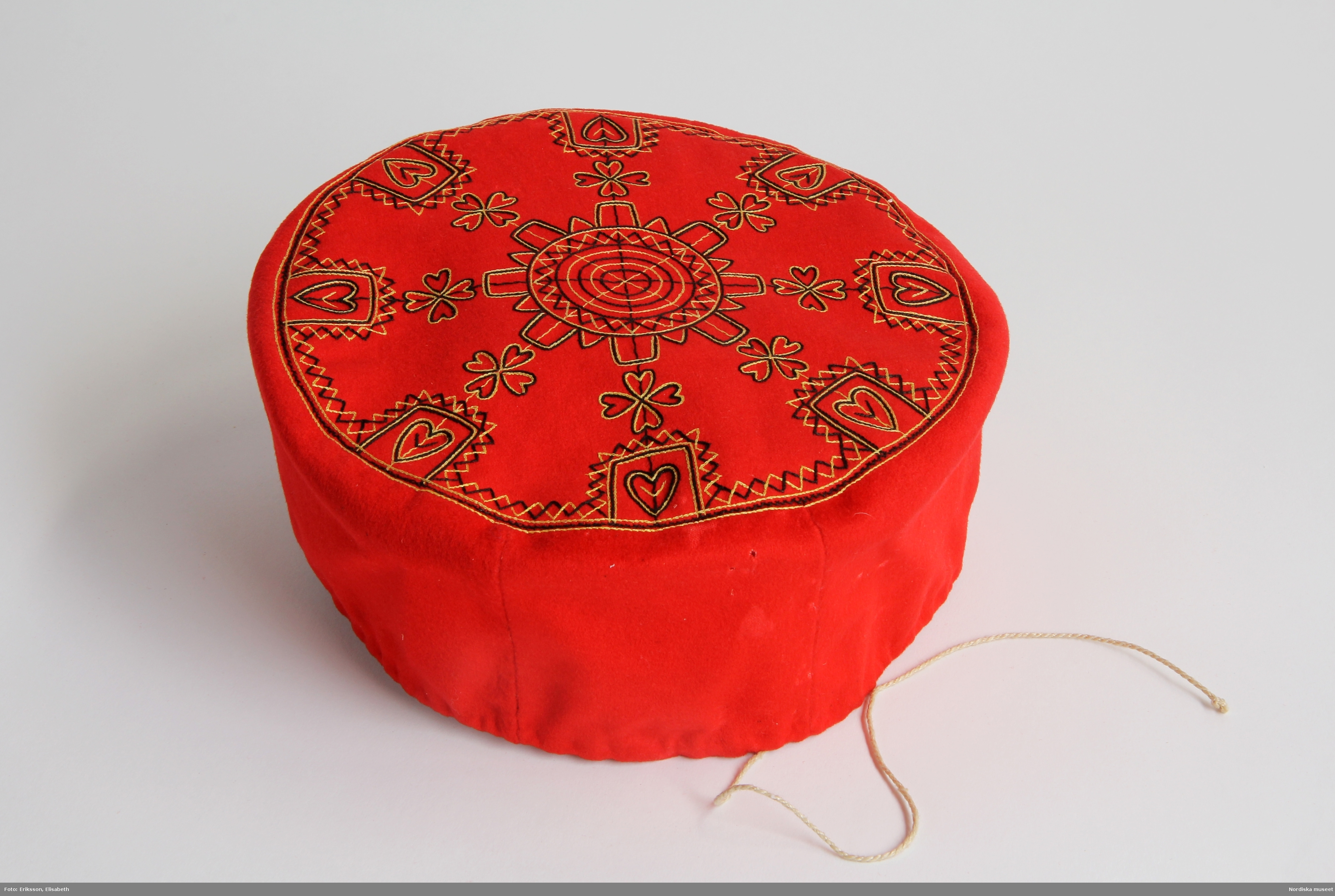
Vingåkersmössa.

### Halvdräkten, vardagsdräkten
- Kjolen - midjekjol i rött eller gult ylletyg. I det senare fallet med kantskoning av rött kläde eller rött band.

Bevarade midjekjolar finns i gult, svart, rött eller vitt ylle eller vitt linne eller bomull. De kallas vanligen "gålkjorteln" eller gula kjorteln, oavsett färg, vilket tyder på att gula midjekjolar ursprungligen varit det vanliga. Oftast gjordes de av en uttjänt livkjortel. Inga av de äldre beskrivningarna nämner midjekjolar, de förekommer första gången på en liten flicka på en av Pehr Hilleströms målningar från 1780-talet.
- Överdel - av vitt bomulls- eller linnelärft med spetsar kring krage, sprund och handledslinning. Vanligtvis är den fodrad med samma material. Som till grannlåtsdräkten med andra ord.
- Förkläde - av rött, brunrött eller gulrött ylletyg med en tvärrand nedtill och upptill, eller på längden smalrandigt ylletyg. Båda med ofärgad linnevarp. Till den röda kjolen kan man också använda förkläden av tryckt bomullstyg. Dessa ska vara bredare än ylleförklädena och täcka nästan hela kjolen.
- Huvudbonad - ska för gift kvinna vara en så kallad kulla och för ogift kvinna valkar och band. Kullan görs av ett fyrkantigt rutigt eller tryckt bomullskläde. Den bör vara lätt stärkt så den står ut på sitt karaktäristiska sätt. Den helt vita kullan användes, enligt vissa källor, endast vid sorg.
- Strumpor - vita strumpor.
- Skor - i brunt läder med låga klackar och djup urringning.
- Ytterplagg - där brukas livtröja av svart kläde eller mörkblått kläde. Alternativt vit långtröja.

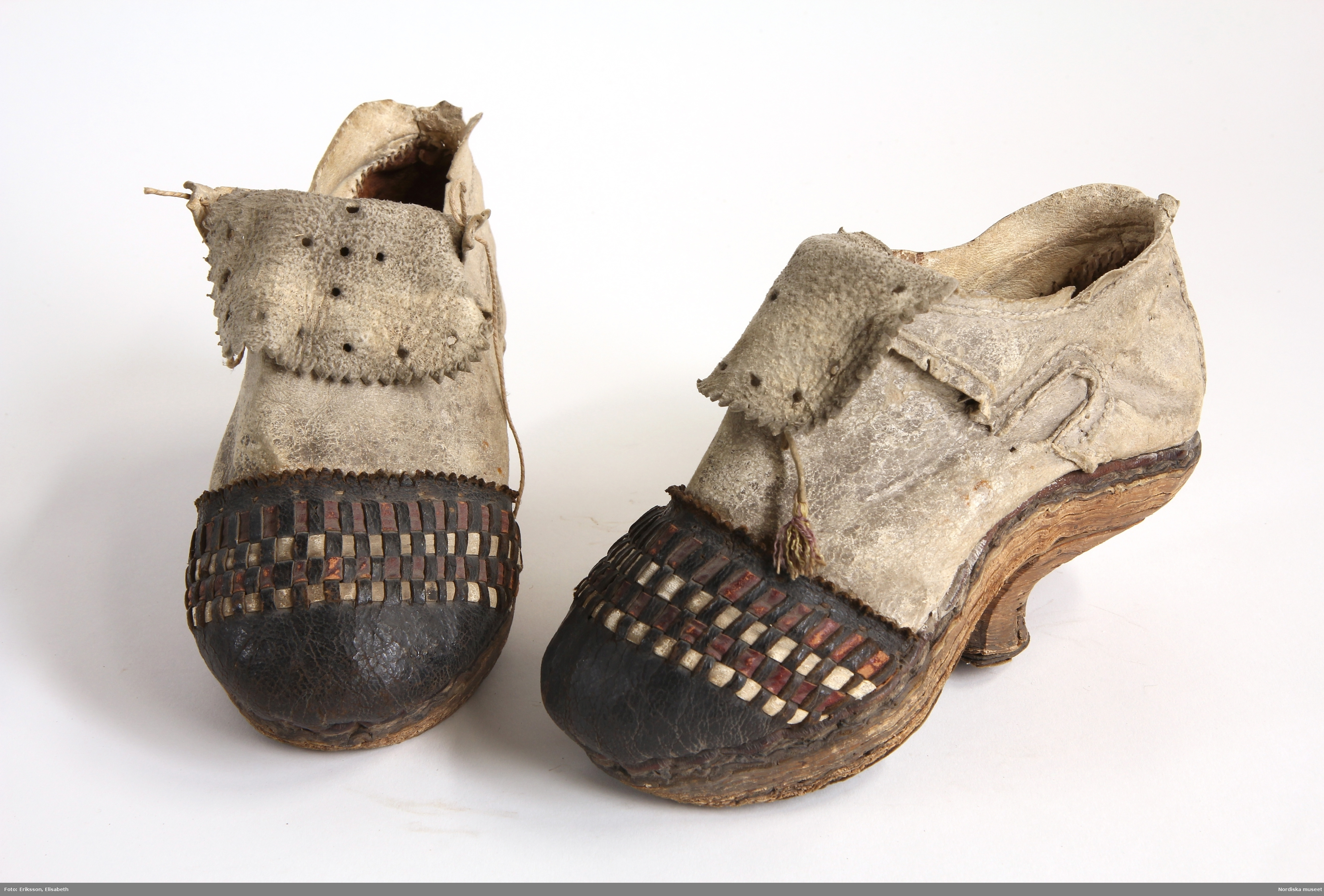
Brudskor

## Mansdräkten
Reglerna för mannens dräkt var inte lika traditionsbunden. Den påverkades en del av rådande mode, främst från det militära modet med knäbyxor och långrock. Dagens mansdräkt minner mycket om 1700-1800-talets manliga mode.
- Knäbyxor - av sämskskinn, knäbälten av rött saffianläder eller pinnflätade knäband av ullgarn. På sommaren kan även användas byxor i samma modell av vitt linnelärft och på vintern av vitt vadmal.
- Livrock - av vitt, kraftig, stampad vadmal eller långtröja av vit ylleflanell eller livtröja (jacka) av svart eller mörkblått tyg eller vadmal.
- Livstycke (väst) - av långrandigt hemvävt ylletyg (gärna av samma sort som i kvinnornas dräkt). Varpen ska vara av vitt linne eller bomull, en mörk varp gör att färgerna ser smutsiga ut. Flera av de bevarade livstyckena är av köpta tyger (halvsiden eller tryckt bomullstyg) som inte finns på marknaden idag så därför rekommenderas det att själv väva tyget eller köpa det.
- Skjorta - av vitt linne eller bomullslärft, med eller utan spets i kanterna på kragen och handledslinningarna.
- Strumporna - ska vara stickade av vitt ullgarn eller vitt bomulls- eller linnegarn.
- Skor - av mörkbrunt eller svart skinn med spänne av silver.
- Hatt eller toppluva - hatten är en hög, svart cylinderformad hatt med platt topp och brätten. Toppluvan stickas av rött ullgarn. Den senare används inte vid högtidliga tillfällen.

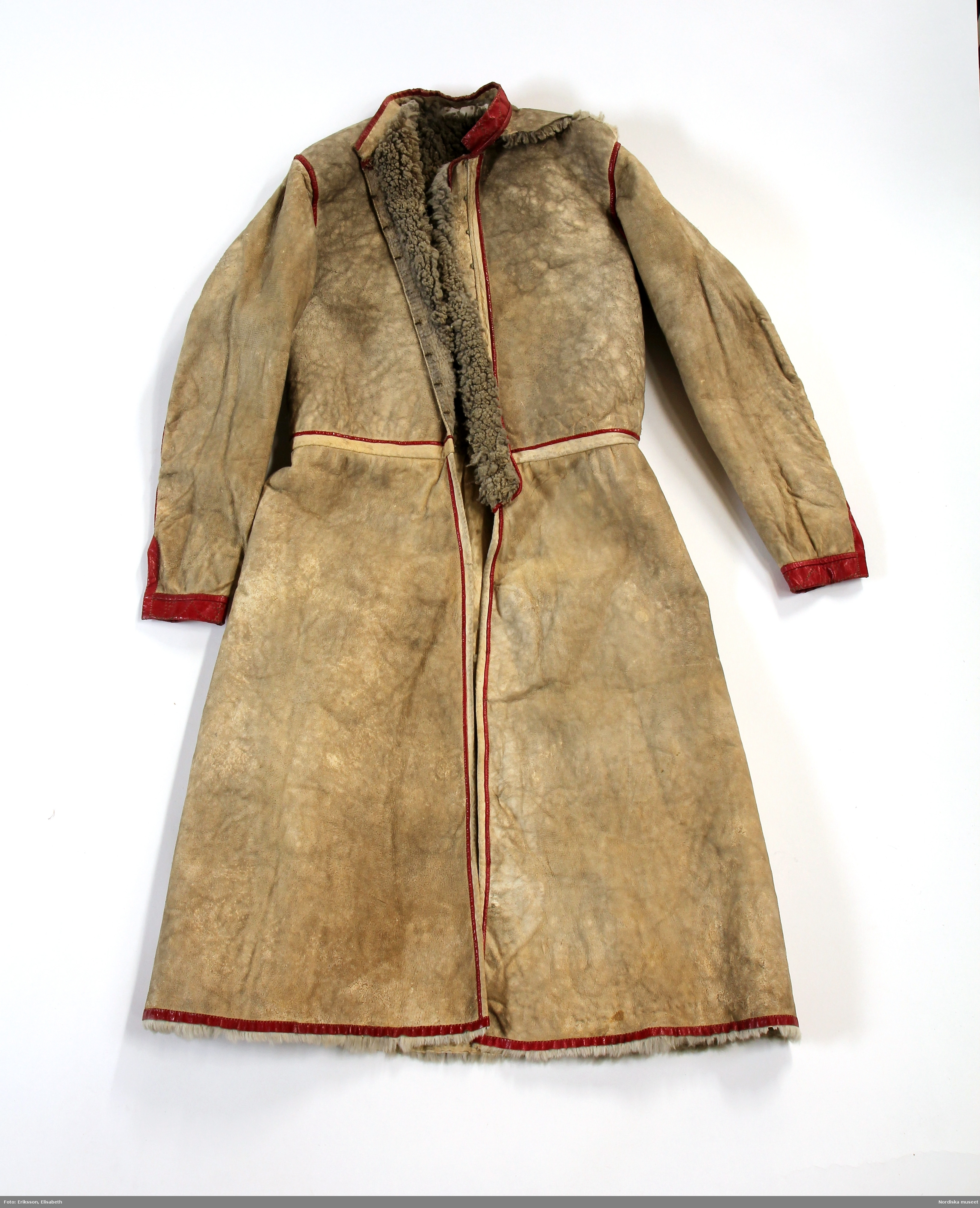
Karlpäls från Vingåkers sn. Oppunda hd. Södermanland. Beställd i Vingåker för Nordiska museets samling.
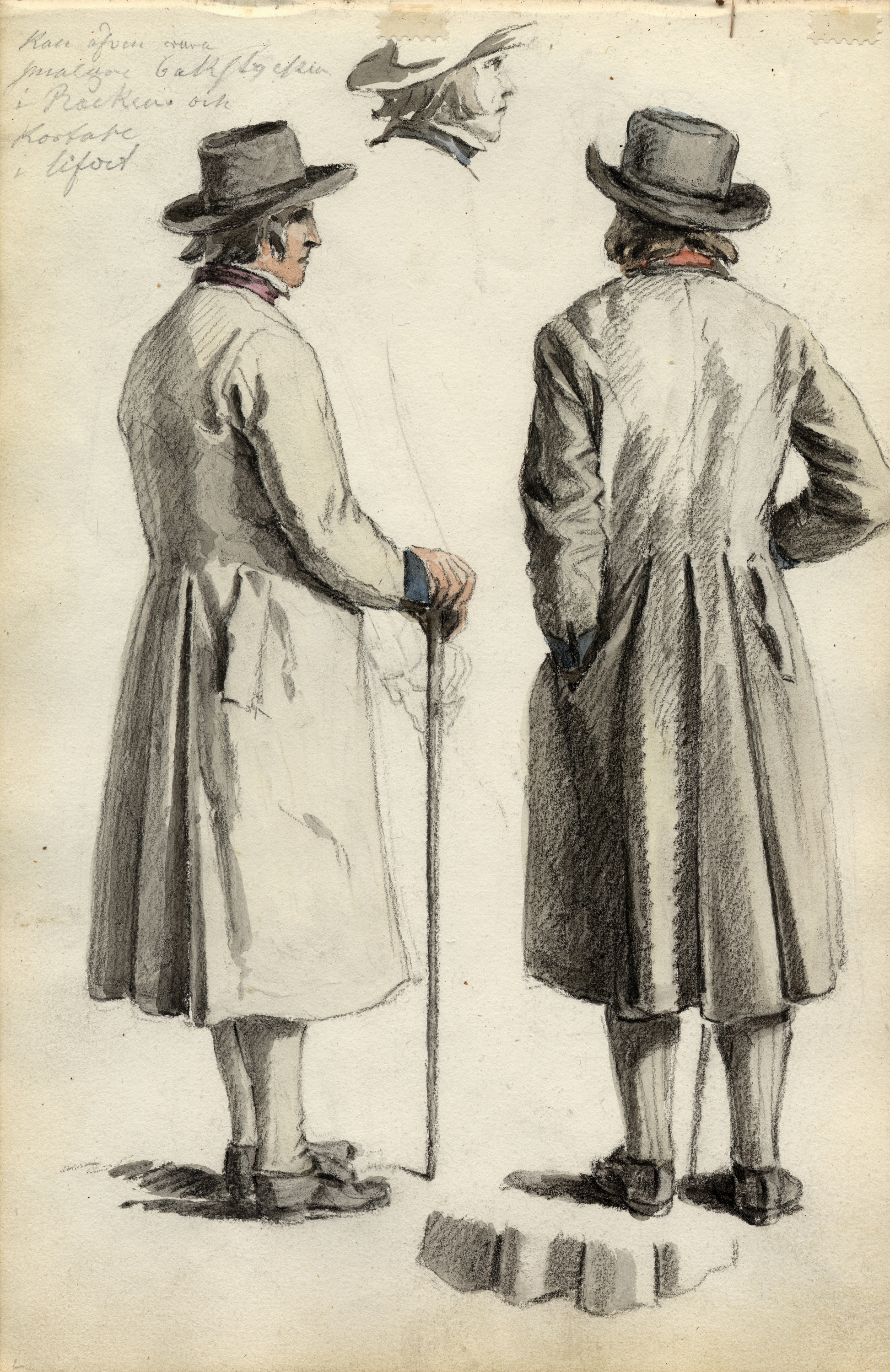
Man i profil ikväll helvit Vingåkersrock. Akvarell i skissbok ur Johan Gustaf Sandbergs hos Nordiska museet utan datering.
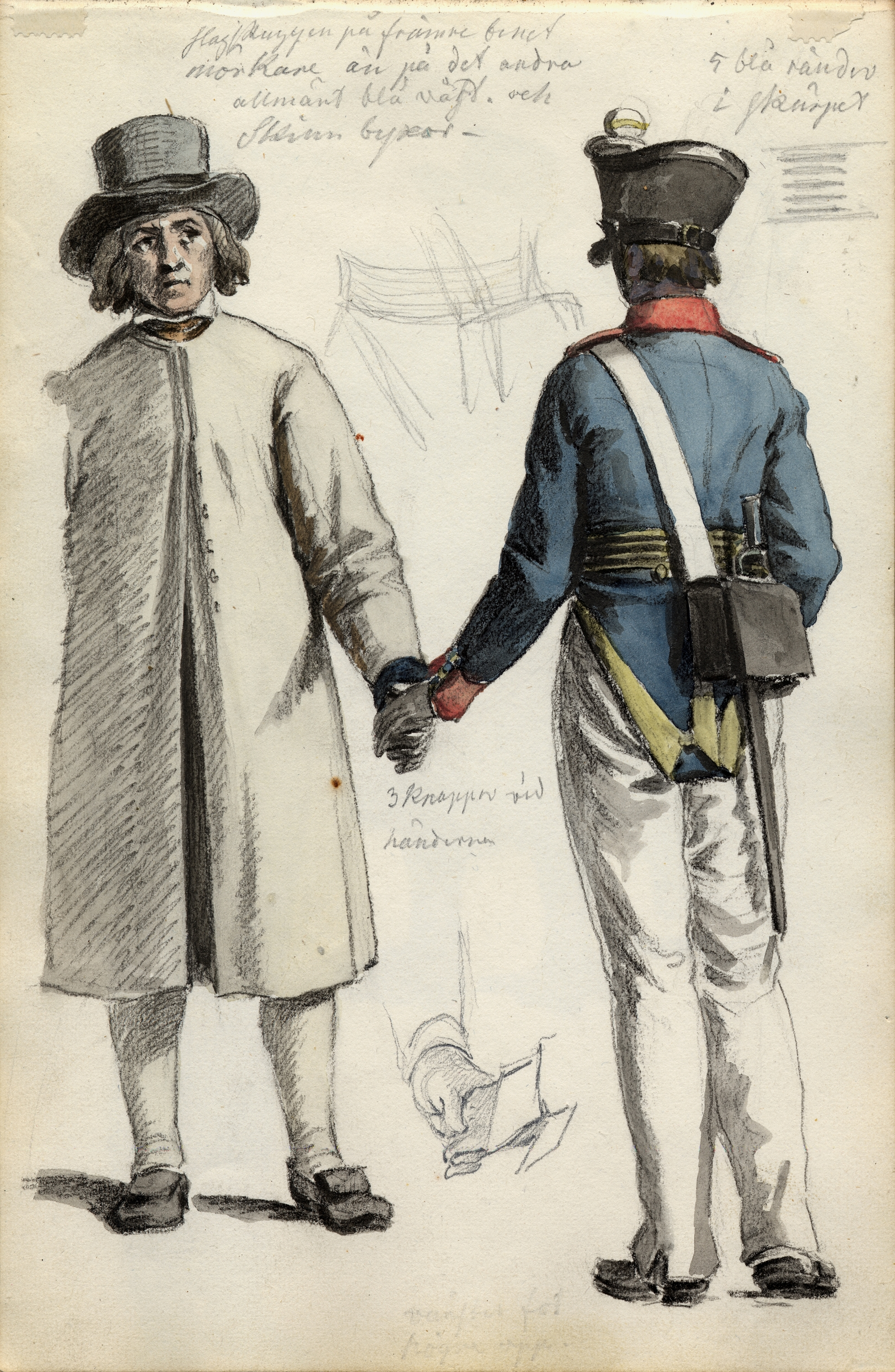
Man till vänster i bild iklädd vit Vingåkersrock. Akvarell i skissbok ur Johan Gustaf Sandbergs hos Nordiska museet utan datering.

## Övrigt
Här kommer en liten redogörelse som kan knytas till och som hör till Vingåkersdräkten.
Till dräkten hörde ett bälte där man hängde det viktigaste, till exempel en tygpung med bestick, nålhus och doftkärl.

### Brudkrona
Brudkronor tillhörde ofta kyrkorna och lånades ut till sockenborna vid kyrkvigsel. Hos en del storbönder fanns en egen brudkrona som användes/används i generation efter generation.

### Silverbälte
Till brudens klädsel hörde även ett präktigt förgyllt silverbälte. Om ett sådant bälte inte fanns i fästmannens eller fästmöns familj så skulle den ingå i fästmannens "begåvning". Silverbucklorna är högt drivna är fästa på ett rött saffianläderbälte, med rött kläde emellan.

### Bindmössa
Det finns ett tiotal bindmössor bevarade från Vingåker. De hör inte till den folkliga dräkten utan bars/bärs av de som kände/känner sig som ståndspersoner. "Allri har jag hört talas om att de hade mössa och stycke. När det var någon, som hade bindmössa och sådant där, så var det sådana som husmamseller", förklarar meddelaren Brita Olsson till Historiska Museet. Bindmössan är kanske en av de "moderniteter" som kom med nationalromantiken.

### Vardagsnäsduk
Denna duk skiljer sig inte så mycket i stil från kullan men den stärks inte och det läggs inte ner lika mycket tid och möda på den. Den var i många fall av samma material och uppfattades som ett plagg av enklare sak. Det var stor skillnad på kuller och vardagsnäsduk. Det finns bilder som visar att vardagsnäsduken bars tillsammans med hängande hårfläta. Enligt uppgifter så hade gifta kvinnor en fläta och ogift kvinna hade två.

## Galleri

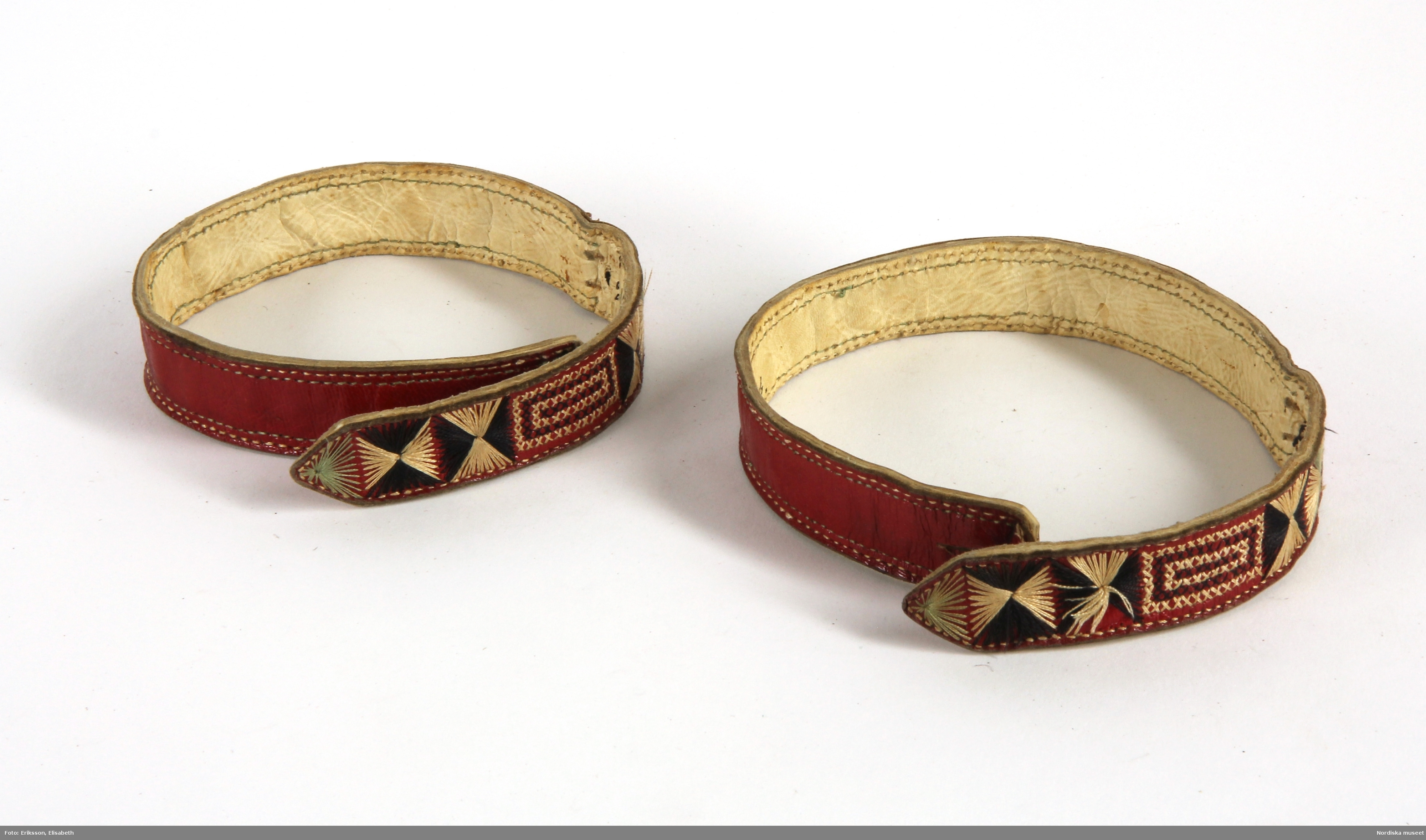
Strumpeband till Vingåkersdräkten. Insamlade av Nordiska museet 1883. Oklart om dessa tillhör mans- eller kvinnodräkten.
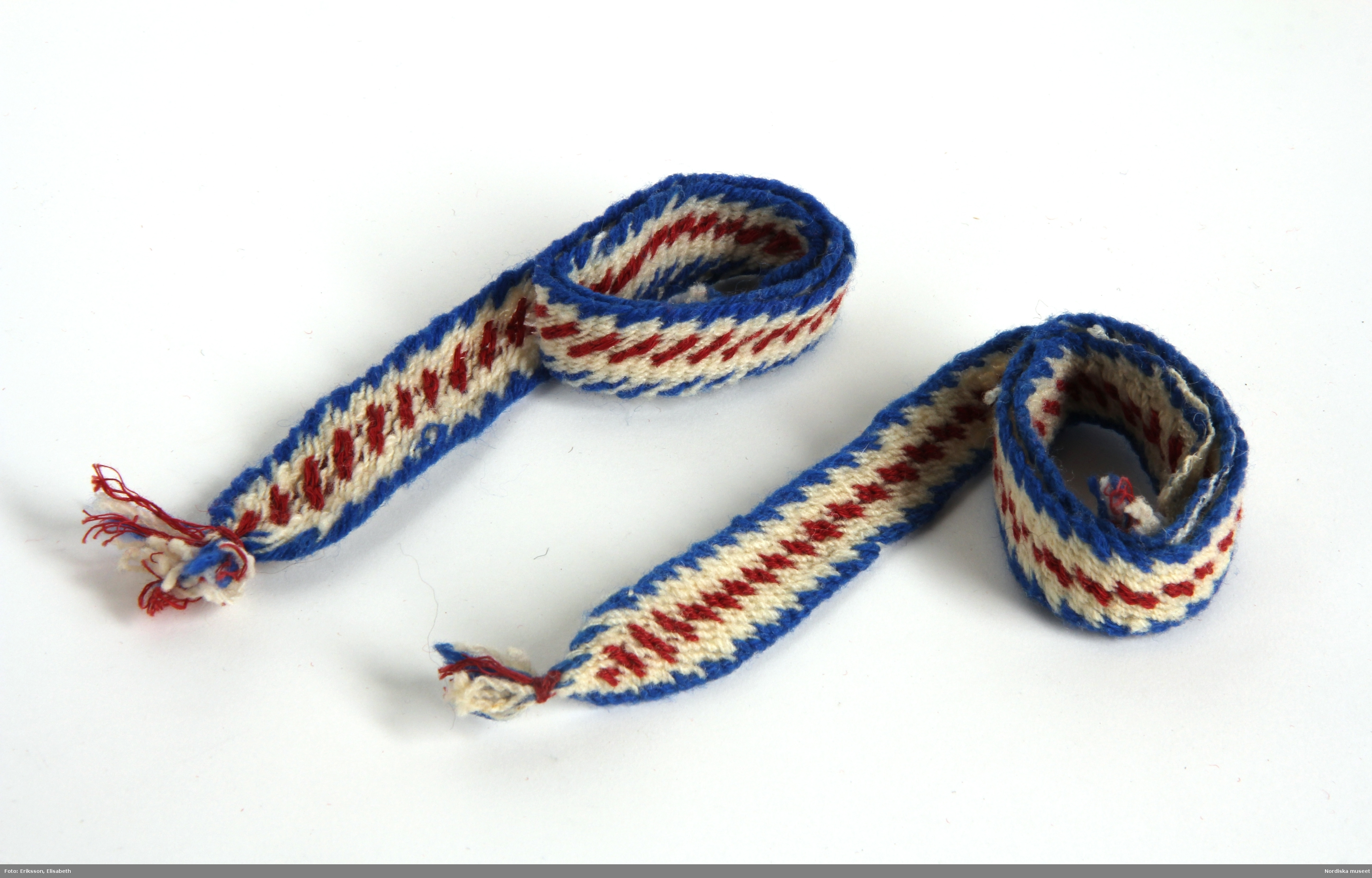
Strumpeband till Vingåkersdräkten. Insamlade av Nordiska museet 1874.